# Anselmo d'Aosta
Anselmo d'Aosta, noto anche come sant'Anselmo, Anselmo di Canterbury o Anselmo del Bec (in francese Anselme d'Aoste, Anselme de Cantorbéry o Anselme du Bec; Aosta, 1033 o 1034 – Canterbury, 21 aprile 1109), è stato un teologo, filosofo e arcivescovo cattolico, considerato tra i massimi esponenti del pensiero medievale di area cristiana. Anselmo è noto soprattutto per i suoi argomenti a dimostrazione dell'esistenza di Dio; specialmente il cosiddetto argomento ontologico ebbe una significativa influenza su gran parte della filosofia successiva.
Nato da una nobile famiglia di Aosta, se ne allontanò poco più che ventenne per seguire la vocazione religiosa; divenne monaco nell'abbazia di Notre-Dame du Bec e, grazie alle sue qualità di uomo di fede e fine intellettuale ne divenne presto priore, e quindi abate. Si rivelò un abile amministratore e, avendo intrattenuto alcune relazioni con il Regno d'Inghilterra, all'età di 60 anni ricevette l'importante carica di arcivescovo di Canterbury. Negli anni successivi, dapprima sotto il regno di Guglielmo II, quindi di Enrico I, ricoprì un ruolo rilevante nella lotta per le investiture che vedeva contrapposti i sovrani d'Inghilterra e il papato. Grazie al suo lavoro politico e diplomatico, svolto in accordo con il programma riformista gregoriano e finalizzato a garantire alla Chiesa l'autonomia dal potere politico, la questione si risolse infine con un compromesso piuttosto vantaggioso per i religiosi.
La riflessione filosofica e teologica di Anselmo, caratterizzata dal primario ruolo riconosciuto alla ragione nell'approfondimento e nella comprensione dei dati di fede, si articolò su diversi problemi: dimostrazioni a priori e a posteriori dell'esistenza di Dio, indagini sui suoi attributi, analisi di questioni di dialettica e di logica sulla verità e sulla conoscibilità di Dio, studio di problemi dottrinali come quello circa la Trinità o quelli legati al libero arbitrio, al peccato originale, alla grazia e in generale al male.
Anselmo venne canonizzato nel 1163 e proclamato dottore della Chiesa nel 1720 da papa Clemente XI (1649–1721). A Roma venne innalzata la Chiesa di Sant'Anselmo all'Aventino per volontà di papa Leone XIII.

## Biografia

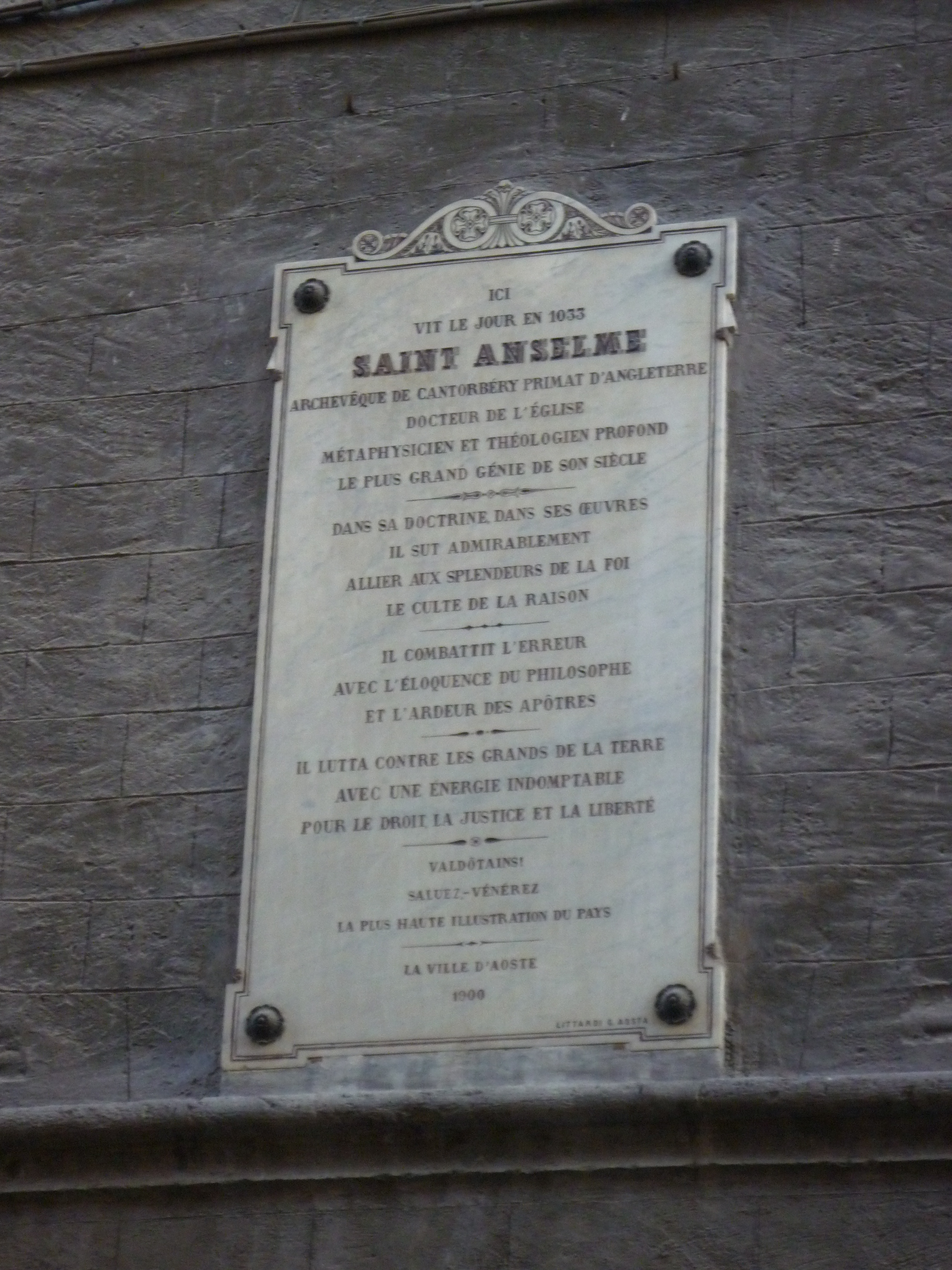
Una targa a memoria di Anselmo è collocata sulla sua presunta casa natale ad Aosta, via Sant'Anselmo

### Primi anni
Anselmo nacque nel 1033 (o all'inizio del 1034) a (o nei pressi di) Aosta, allora parte del Regno di Arles, al confine con la "Lombardia" storica, che includeva l'odierno Piemonte.
La sua era una famiglia nobile, anche se in declino, imparentata con la Casa Savoia e con ampi possedimenti terrieri. Suo padre, Gundulfo (o Gandolfo), era un longobardo, apparentemente molto dedito agli affari e non particolarmente affettuoso verso il figlio; sua madre, Ermemberga (o Eremberga), apparteneva a un'antica famiglia nobile burgunda ed era legata da rapporti di parentela a Oddone di Savoia; risulta che fosse una madre di famiglia pia e virtuosa.
Fin da bambino Anselmo espresse un forte sentimento religioso e un'altrettanta forte sete di conoscenza; il suo biografo Eadmero di Canterbury riferisce che, vivendo in una zona montuosa, il giovinetto si formò l'ingenua convinzione che il paradiso, in cui Dio stesso doveva risiedere, si trovasse in cima alle montagne. Anselmo venne affidato a un istitutore, suo parente, che però si rivelò tanto severo da produrre in lui uno stato di infermità, dal quale guarì lentamente grazie alle cure materne. La sua educazione successiva venne affidata ai benedettini di Aosta. All'età di quindici anni Anselmo espresse il desiderio di diventare monaco; il padre tuttavia, fermamente intenzionato a fare del ragazzo il proprio erede, si oppose a questa decisione e i religiosi del monastero locale, non volendo contrariare Gandolfo, respinsero la domanda di Anselmo.
La delusione e la frustrazione per il rifiuto causarono una forte reazione nel giovane, che, sempre secondo il biografo, pregò Dio di ammalarsi in modo tale da impietosire i monaci e convincerli così ad accoglierlo; una crisi psicosomatica effettivamente si verificò, ma questo non bastò a far sì che Anselmo venisse accettato nel monastero. In seguito l'ardore religioso del giovane si raffreddò e, benché egli rimanesse intenzionato a ottenere il suo scopo in un futuro più o meno lontano, poco alla volta le passioni mondane lo coinvolsero e, soprattutto dopo la morte della madre (che avvenne nel 1050), si dedicò sempre più spesso a interessi di carattere materiale. Nel frattempo i suoi rapporti con il padre si facevano sempre più tesi, e infine, all'età di ventitré anni, Anselmo partì, accompagnato da un servo, con l'intenzione di oltrepassare il colle del Moncenisio alla volta della Francia.
Superate le Alpi, Anselmo e il suo compagno girovagarono per tre anni tra la Burgundia e la Francia prima di giungere ad Avranches, in Normandia, nel 1059; qui Anselmo venne a sapere dell'abbazia benedettina che era stata fondata a Bec nel 1034, dove insegnava il famoso dialettico Lanfranco di Pavia; attirato dalla fama di Lanfranco vi si recò, riuscendo nel 1060 ad esservi ammesso come novizio. Assistito nel suo percorso di discernimento vocazionale da Maurilio di Rouen, anch'egli dello stesso ordine, il ventisettenne Anselmo si sottometteva così alla regola benedettina, che nel corso del decennio successivo ne avrebbe influenzato significativamente il pensiero.

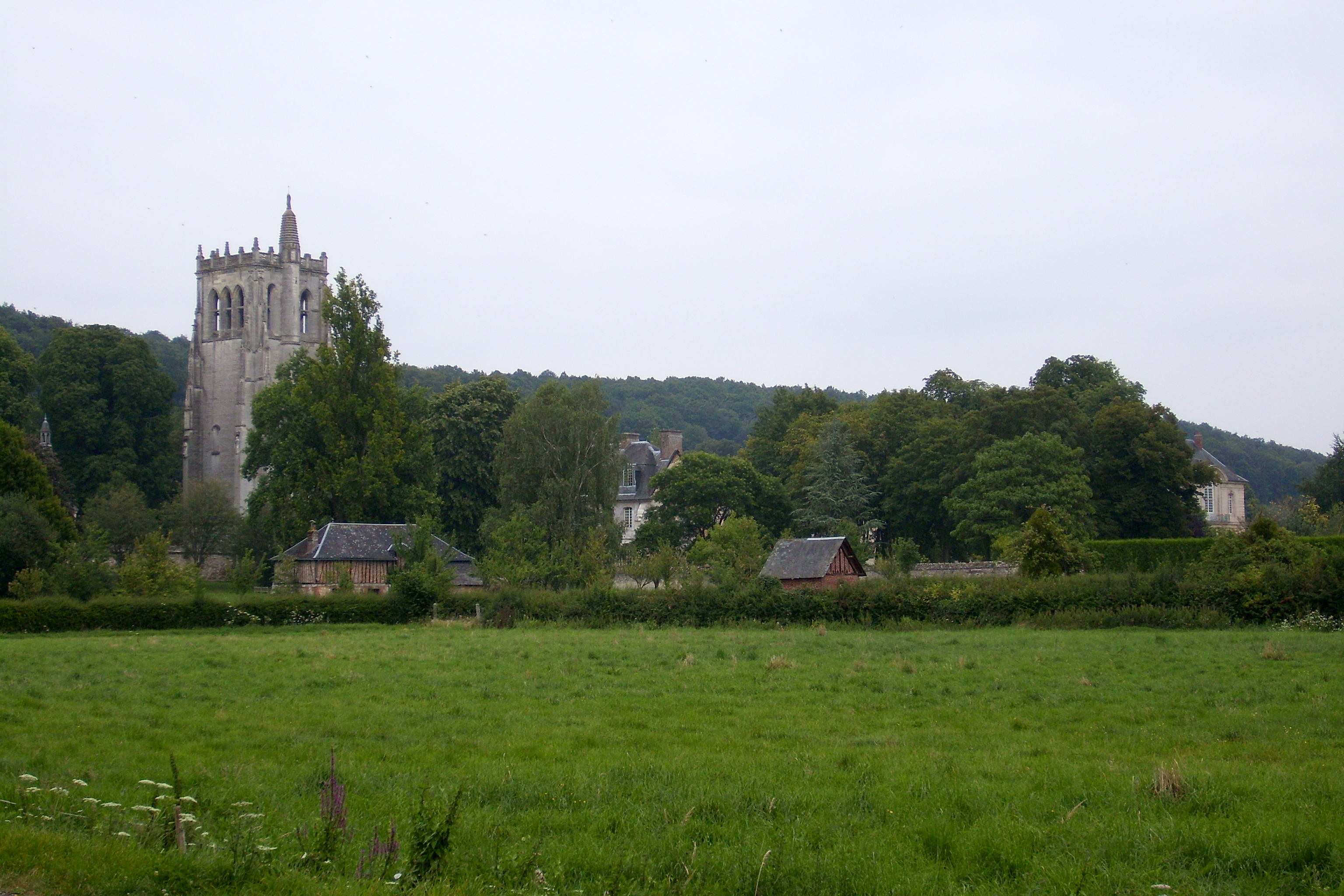
L'abbazia di Notre-Dame du Bec

### Da Bec a Canterbury
I progressi di Anselmo negli studi furono rapidi e brillanti e il giovane entrò presto nelle grazie del maestro, tanto che, quando nel 1063 Lanfranco venne nominato abate dell'abbazia Saint-Étienne di Caen, Anselmo (pur avendo intrapreso la vita monastica da appena tre anni) venne eletto a succedergli quale priore dell'abbazia di Bec. Alcuni dei monaci più anziani, ritenendosi maggiormente in diritto di ricoprire la carica di priore, si considerarono offesi dalla sua promozione; tuttavia ben presto le sue doti di cortesia, il suo senso della misura nel gestire la carica e le sue competenze di insegnante gli valsero l'affetto di tutta la comunità monastica.
Nei quindici anni in cui fu priore a Bec, diviso tra i doveri derivanti dalla sua carica e l'aspirazione all'isolamento e alla contemplazione, Anselmo era solito rimanere desto durante la notte, impegnato nella preghiera o nella scrittura. Risale infatti a quegli anni (a partire dal 1070) l'inizio della sua attività di scrittore, che aveva principalmente il fine di munire i suoi allievi all'interno del monastero (ma anche alcune nobildonne laiche al di fuori di esso) di testi su cui meditare e pregare. La composizione di due delle sue opere teologiche più rilevanti, il Monologion (Soliloquio) del 1076 e il Proslogion (Colloquio) del 1078, avvenne proprio in quel periodo.
Nel 1078, alla morte del fondatore dell'abbazia di Bec, Erluino, Anselmo gli succedette come abate venendo consacrato il 22 febbraio 1079 dal vescovo di Évreux. Fu con riluttanza che Anselmo accettò la carica, che avrebbe comportato ulteriori responsabilità e doveri sottraendogli tempo alla riflessione e alla preghiera; la resistenza di Anselmo fu vinta dalle insistenze unanimi dei confratelli.
Anselmo fu molto apprezzato come abate per via del suo acume, della virtuosità con cui conduceva la sua vita e della sua capacità di rapportarsi con gentilezza con tutti dentro e fuori dal monastero; la nuova carica lo portò a stringere rapporti con l'Inghilterra, dove l'abbazia normanna aveva alcuni possedimenti; viaggiò fino a Canterbury, di cui Lanfranco era diventato arcivescovo nel 1070, ed ebbe modo di farsi conoscere e apprezzare dalla nobiltà e dalla corte inglesi, oltre che dallo stesso re Guglielmo il Conquistatore; divenne così il candidato naturale a succedere a Lanfranco come arcivescovo di Canterbury. Anselmo fu anche costretto a battersi per conservare l'indipendenza dell'abbazia di Bec dalle autorità civili ed ecclesiastiche. Nonostante la rilevanza dei suoi impegni di amministratore e di guida, e la puntualità con cui li assolveva, Anselmo rimase per tutta la vita innanzitutto un intellettuale: nel periodo in cui fu abate di Bec portò avanti una significativa attività pedagogica e didattica e, tra il 1080 e il 1085, compose il De grammatico (Sul significato della parola "grammatico") e i tre dialoghi sulla libertà, il De veritate (Sulla verità), il De libertate arbitrii (Sulla libertà della volontà) e il De casu diaboli (La caduta del diavolo). Sotto Anselmo, Bec divenne uno dei centri di studio e insegnamento più importanti d'Europa, attirando studenti da tutta la Francia, dall'Italia e da altri Paesi.

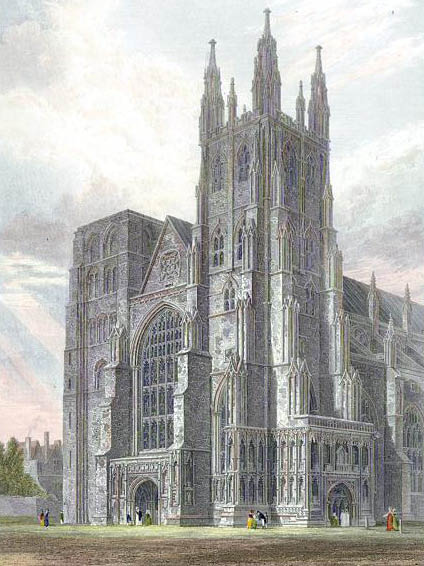
La cattedrale di Canterbury, sede dell'arcivescovato di Canterbury, in un'incisione del 1821

Quando, nel 1089, morì Lanfranco di Pavia, Guglielmo II d'Inghilterra confiscò i possedimenti e le rendite della sede arcivescovile di Canterbury e si astenne dal nominare un successore di Lanfranco. Anselmo, che pure desiderava tenersi lontano dall'Inghilterra per non far pensare che aspirasse al ruolo vacante di arcivescovo di Canterbury, accettò l'invito di Ugo d'Avranches a recarsi oltremanica nel 1092. Fu costretto a trattenervisi per quasi quattro mesi, e in un'occasione, giungendo in Canterbury alla vigilia della Natività della Beata Vergine Maria, venne salutato entusiasticamente dalla folla come prossimo arcivescovo; quando ebbe esaurito i suoi impegni, il re gli negò il permesso di rientrare in Francia. Nel 1093, però, Guglielmo cadde gravemente malato ad Alveston e, desideroso di fare ammenda per la condotta peccaminosa alla quale attribuiva la causa del suo male, ordinò che Anselmo venisse nominato arcivescovo di Canterbury all'inizio di marzo.
Nei mesi successivi, tuttavia, Anselmo tentò di rifiutare la carica sostenendo di non essere adatto, in quanto monaco, a occuparsi di affari secolari e adducendo come scuse anche l'età e alcuni problemi di salute. Il 24 agosto Anselmo sottopose a Guglielmo le condizioni alle quali avrebbe accettato l'arcivescovato (condizioni peraltro in linea con il programma della riforma gregoriana): che Guglielmo restituisse le terre confiscate; che accettasse la preminenza di Anselmo sul piano spirituale; che riconoscesse Urbano II come Papa, in opposizione all'antipapa Clemente III. Guglielmo era estremamente riluttante ad accettare tali richieste e, benché la situazione favorisse Anselmo, il re era disposto ad accondiscendere solo alla prima. Arrivò al punto di sospendere i preparativi per l'investitura di Anselmo, ma infine, sotto la pressione della volontà pubblica, fu costretto a portare a termine l'assegnazione della carica. Riuscì tuttavia ad accordarsi con Anselmo raggiungendo un compromesso vantaggioso per la monarchia: la restituzione delle terre rimase l'unica concessione fatta dal re all'arcivescovato. Anselmo ottenne dunque il consenso dei suoi ex confratelli ad essere dispensato dai doveri che lo legavano all'abbazia di Bec, rese l'omaggio feudale a Guglielmo, e il 25 settembre 1093 si insediò a Canterbury, ricevendo le terre precedentemente confiscate all'arcivescovato; il 4 dicembre dello stesso anno venne consacrato arcivescovo di Canterbury.
È stato messo in dubbio che la riluttanza di Anselmo ad accettare la carica fosse sincera: mentre studiosi come R. W. Southern sostengono che avrebbe davvero preferito rimanere a Bec, altri, come Sally Vaughn, sottolineano che una certa recalcitranza nell'accettare importanti posizioni di potere ecclesiastiche era d'uso nel Medioevo, dal momento che se per esempio Anselmo avesse espresso il desiderio di succedere a Lanfranco come arcivescovo sarebbe stato considerato un ambizioso carrierista; inoltre, sostiene sempre Vaughn, Anselmo comprendeva gli obiettivi di Guglielmo e agì in modo da ottenere i massimi vantaggi per il suo eventuale arcivescovato oltre che per il movimento riformista gregoriano.

### Arcivescovo di Canterbury sotto Guglielmo II

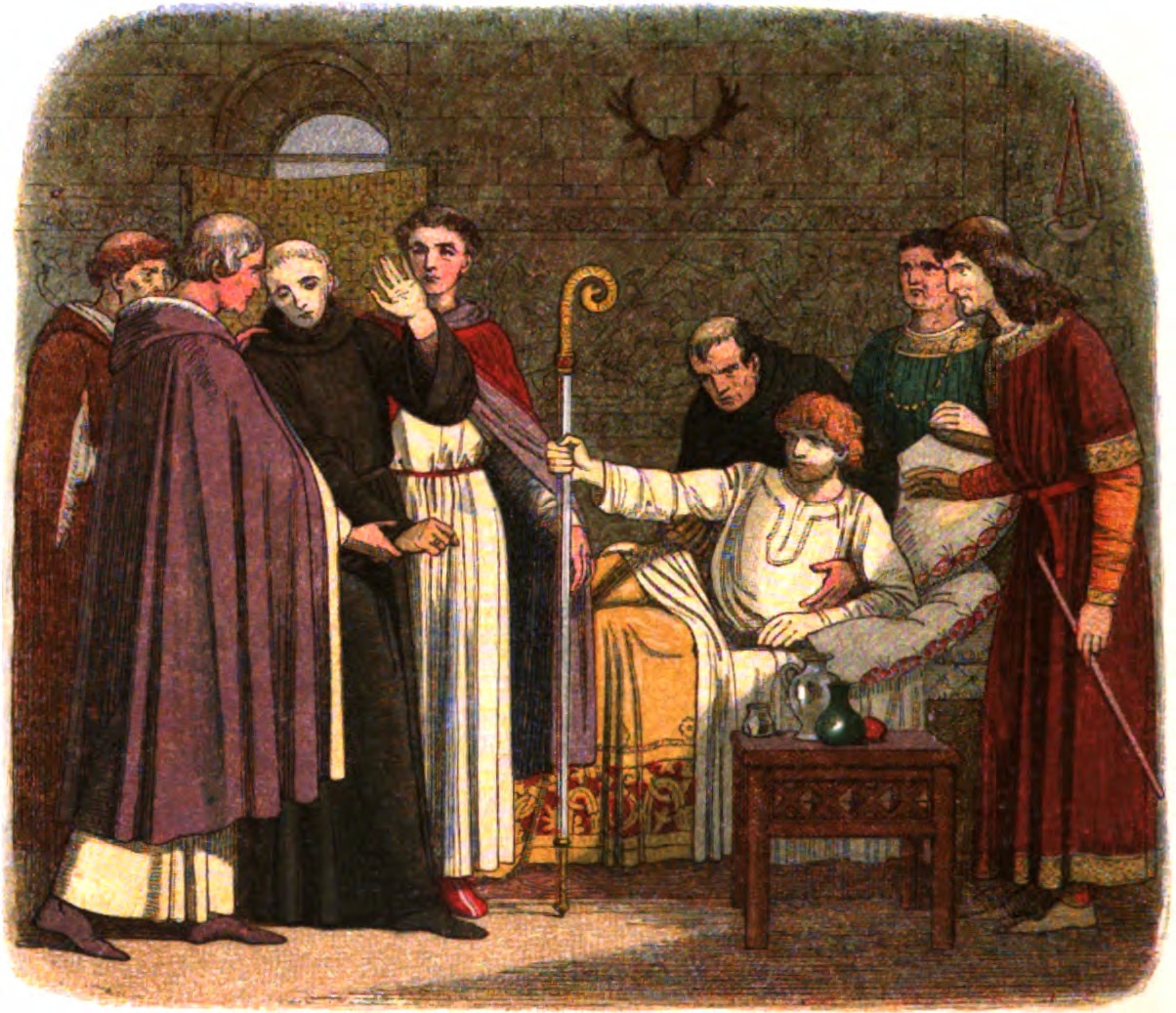
Scena raffigurante Anselmo costretto quasi a forza ad accettare il bastone pastorale, simbolo della carica di vescovo, da Guglielmo II d'Inghilterra gravemente malato

Prima ancora della fine di quello stesso anno 1093 ebbe luogo uno dei primi conflitti tra Anselmo e Guglielmo: il re era in procinto di avviare una spedizione militare contro suo fratello maggiore, Roberto II di Normandia, e avendo bisogno di fondi aspettava una donazione dall'arcivescovo di Canterbury; Anselmo mise a disposizione 500 sterline, che il re rifiutò chiedendo una somma due volte maggiore. Più tardi, un gruppo di vescovi convinse Guglielmo ad accettare la cifra originale, ma Anselmo fece loro sapere di aver già donato il denaro ai poveri.
Quando si recò a Hastings per benedire la spedizione che si accingeva a salpare per la Normandia, Anselmo rinnovò le pressioni volte a tutelare gli interessi di Canterbury e della Chiesa inglese, oltre che, più in generale, a riformare il rapporto tra Stato e Chiesa secondo la visione della «teocrazia pontificia» espressa da papa Gregorio VII: Anselmo concepiva la Chiesa come un'entità universale, con la sua autonomia e autorità, dalla quale lo Stato doveva dipendere per la sua missione e per la sua investitura; questo andava in direzione opposta rispetto alla visione di Guglielmo la quale, in continuità con quanto già sostenuto dal suo predecessore, attribuiva al re il controllo sia sullo Stato che sulla Chiesa. La figura di Anselmo, in effetti, è vista dagli storici tanto come quella di un monaco assorto nella contemplazione quanto come quella di un politico intelligente e capace, determinato a conservare i privilegi della sede episcopale di Canterbury.
Nuovi attriti sorsero subito dopo, quando, come era tradizione, Anselmo avrebbe dovuto ottenere il pallio dalle mani del Papa per rendere definitiva la consacrazione: in quel periodo, infatti, la legittimità di papa Urbano II era messa in discussione dall'antipapa Clemente III. Quest'ultimo, nel 1074, aveva rifiutato esplicitamente l'autorità di papa Gregorio VII e, con il supporto di Enrico IV di Franconia, si era fatto eleggere Papa nel 1080, venendo qualificato da coloro che rimasero fedeli a Gregorio e ai suoi successori come "Antipapa". Guglielmo vietò ad Anselmo di partire per Roma, dove si trovava la sede di Urbano II, riconosciuto dal Regno di Francia così come da Anselmo stesso; non sembra che il re d'Inghilterra fosse incline a riconoscere l'autorità di Clemente III, ma insisteva affinché la decisione dell'arcivescovo di Canterbury di partire per Roma fosse subordinata al suo riconoscimento ufficiale di Urbano II, riconoscimento che si faceva attendere. Per dirimere la questione venne convocato a Rockingham, nel marzo 1095, un consiglio del regno in cui Anselmo, tenendo un discorso che rimane una testimonianza memorabile della dottrina della supremazia papale, ribadì la sua fedeltà a Urbano II come unico vero successore di Pietro. Il concilio nazionale di Rockingham, che fu un momento di grande tensione tra i vescovi, i nobili e la monarchia dell'Inghilterra, fu per Anselmo una vittoria morale, ma per il momento la questione dell'investitura rimase insoluta.
Anselmo, allora, inviò in segreto a Roma alcuni messaggeri. Urbano II, in risposta, mandò a Canterbury un suo legato, Gualterio di Albano, per consegnare il pallio ad Anselmo in sua vece. Guglielmo e Gualterio negoziarono in privato la questione, e infine il re acconsentì a riconoscere Urbano II come Papa in cambio del diritto di autorizzare o negare agli ecclesiastici la possibilità di ricevere lettere del papato; ottenne inoltre che Urbano non gli inviasse più alcun legato se non su esplicita richiesta. Guglielmo avrebbe anche voluto che Anselmo venisse deposto, ma finì per riconoscere l'autorità di papa Urbano II senza che ci fosse alcun avvicendamento per la carica di arcivescovo di Canterbury. Il re tentò allora di avere del denaro da Anselmo in cambio del pallio, ma senza esito; cercò anche di ottenere di poter consegnare personalmente il pallio all'arcivescovo, ma anche questo gli venne negato: si raggiunse un compromesso facendo in modo che Gualterio, in rappresentanza del Papa, deponesse l'oggetto sacro sull'altare della cattedrale anziché consegnarlo ad Anselmo con le sue mani; Anselmo indossò quindi da solo il pallio nel corso di una cerimonia solenne che si tenne nella cattedrale di Canterbury nel giugno 1095.
Nei due anni successivi non ci furono aperte dispute tra Anselmo e il re, anche se questi fece del suo meglio per impedire che Anselmo portasse avanti una riforma della Chiesa in senso gregoriano. Nel frattempo, nel 1094, Anselmo aveva ultimato la composizione dell'Epistola de incarnatione Verbi (Lettera sull'incarnazione del Verbo), il cui dedicatario era proprio Urbano II.
Nel 1097, dopo l'insuccesso di una campagna militare diretta a sedare una rivolta in Galles, Guglielmo accusò Anselmo di avergli fornito una quantità insufficiente di truppe e gli ordinò di comparire presso il tribunale reale; Anselmo rifiutò e chiese al re di potersi recare a Roma per chiedere consiglio al Papa, ma ciò gli venne negato. Nel corso di un negoziato che si tenne a Winchester, Anselmo venne messo di fronte a due possibilità: partire, ma in questo caso non avrebbe più potuto fare ritorno al suo incarico di arcivescovo, o rimanere, ma avrebbe dovuto pagare un risarcimento a Guglielmo e rinunciare a ogni ulteriore appello a Roma. Anselmo, deciso a difendere la visione di una Chiesa non sottomessa ad alcuna autorità terrena, scelse l'esilio, e nell'ottobre 1097 lasciò l'Inghilterra diretto a Roma. Guglielmo si impossessò immediatamente delle rendite della sede arcivescovile di Canterbury, anche se formalmente Anselmo conservò la carica di arcivescovo.

### Primo esilio

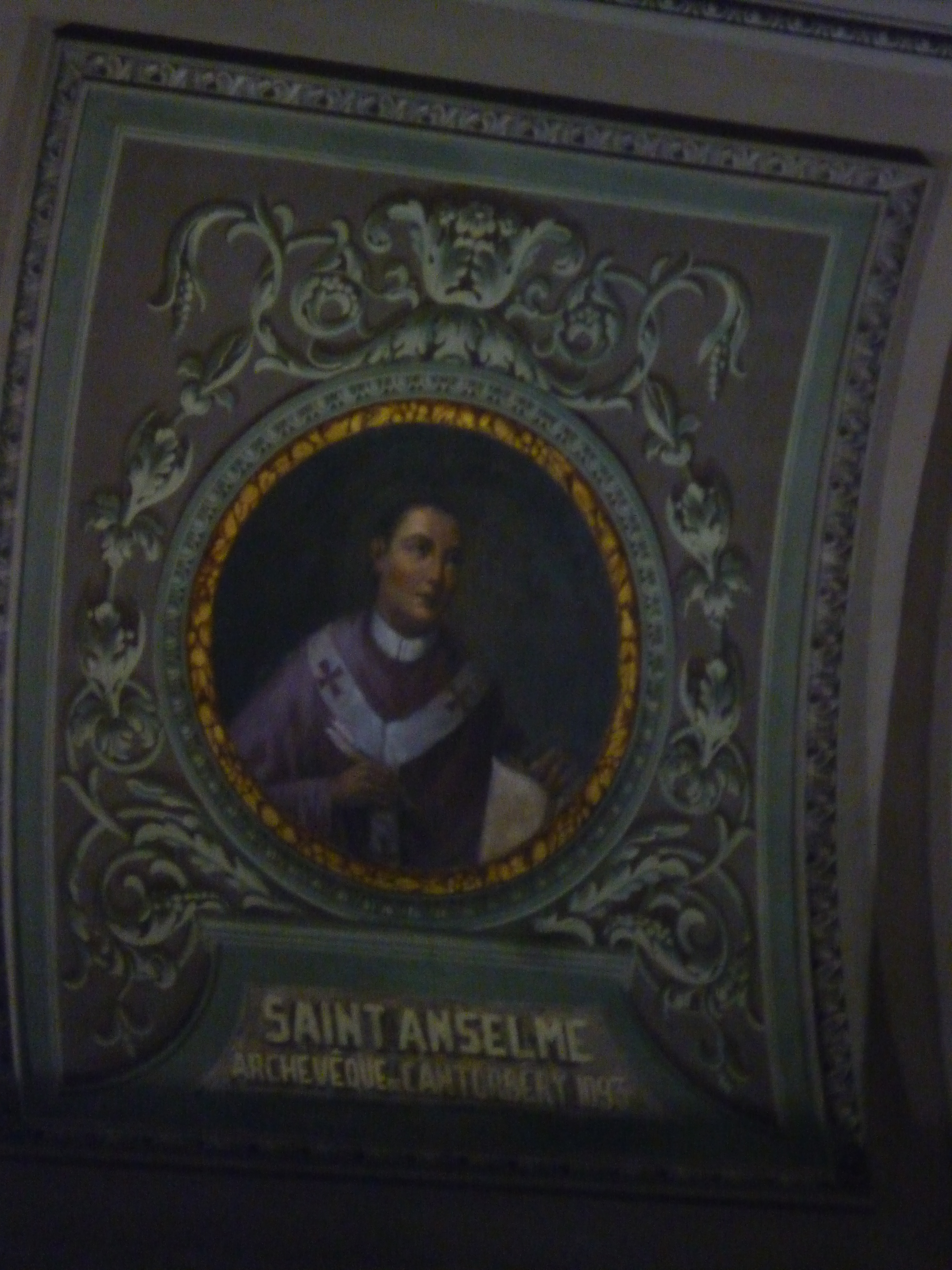
Ritratto di Anselmo nel Salone ducale del municipio di Aosta

Anselmo giunse a Cluny in dicembre, e passò il resto dell'inverno a Lione, presso il suo amico Ugo di Romans; nella primavera del 1098 riprese il viaggio, e attraversò il Moncenisio in compagnia di due confratelli. All'arrivo a Roma, Anselmo fu salutato dal Papa con grandi manifestazioni di stima e simpatia. Urbano II, che non voleva essere coinvolto più del necessario nelle vicende che contrapponevano Anselmo a Guglielmo II, non poté fare altro che indirizzare al sovrano inglese una lettera di rimostranze e l'invito a reintegrare l'arcivescovo nella carica. Anselmo passò l'estate a Sclavia, presso il suo amico (già monaco a Bec e ora abate del monastero di Telese) Giovanni di Telese; qui terminò la sua opera Cur Deus homo (Perché Dio [si è fatto] uomo), che aveva iniziato in Inghilterra.

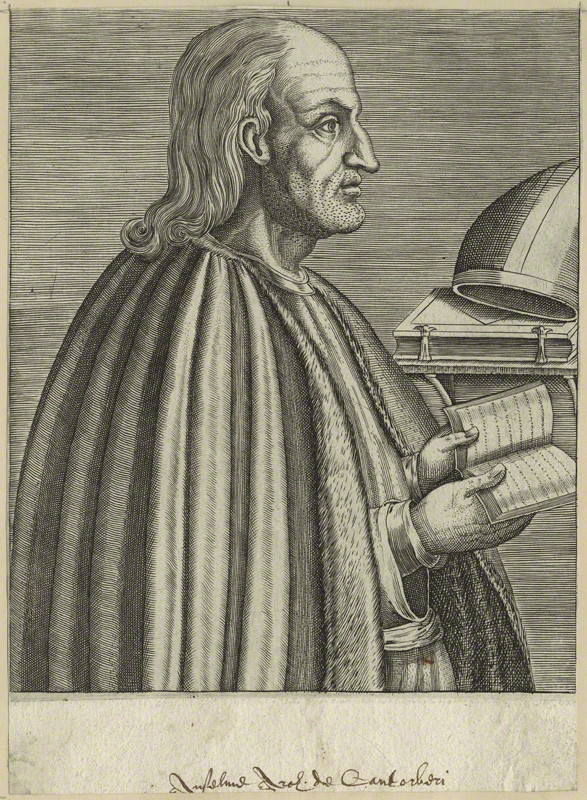
Incisione della prima metà del XVI secolo raffigurante Anselmo d'Aosta

Anselmo trascorse quindi un periodo presso Capua, dove fu raggiunto da papa Urbano II. Questi, nell'ottobre 1098, indisse a Bari un concilio destinato a risolvere una questione dottrinale posta dalla Chiesa greca a proposito della processione dello Spirito Santo; più in generale, tra gli obiettivi del sinodo era quello di ricondurre a una comune posizione teologica i due grandi ceppi ecclesiastici venutisi a formare con lo scisma del 1054. Ad Anselmo, che già si era espresso sull'argomento nell'Epistola de incarnatione Verbi, fu chiesto di partecipare alla discussione e il Papa gli assegnò un ruolo importante nella disputa: espose infatti la posizione della Chiesa latina, secondo la quale lo Spirito Santo procede tanto dal Padre quanto dal Figlio, in modo così convincente da risolvere la disputa e persuadere i rappresentanti della Chiesa greca (i suoi argomenti in seguito sarebbero stati raccolti nel testo De processione Spiritus Sancti, Sulla processione dello Spirito Santo). Anche il caso individuale di Anselmo venne sottoposto all'attenzione dell'assemblea, la quale avrebbe scomunicato Guglielmo se non fosse stato per l'intercessione di Anselmo stesso.
Anselmo e i suoi compagni, a questo punto, sarebbero volentieri rientrati a Lione, ma venne loro ordinato di trattenersi in Italia per partecipare a un altro concilio, che doveva tenersi a Roma verso il periodo di Pasqua del 1099. Durante questo sinodo venne nuovamente ed energicamente sottolineata la posizione della Chiesa contro l'investitura del potere spirituale da parte dei laici, contro la simonia e contro il concubinato dei religiosi. A Roma si verificarono ulteriori attriti tra Urbano II e Guglielmo di Warelwast, rappresentante di Guglielmo II d'Inghilterra, con nuove minacce di scomunica al re se Anselmo non avesse riottenuto la sua carica; tuttavia, ancora una volta, la questione venne rimandata e, a causa della morte di Urbano in luglio, rimase di fatto insoluta.
Infine, nel corso dello stesso anno 1099, Anselmo poté tornare a Lione; durante il soggiorno in questa città portò a compimento il trattato De conceptu virginali et originali peccato (Sull'Immacolata Concezione e sul peccato originale) e la Meditatio de humana redemptione (Meditazione sulla redenzione dell'uomo).

### Ritorno in Inghilterra sotto Enrico I
Guglielmo II rimase ucciso durante una partita di caccia il 2 agosto dell'anno 1100. Gli succedette il fratello minore, Enrico I, il quale invitò Anselmo a tornare in Inghilterra e si impegnò a farne un suo consigliere. Enrico cercava di ottenere l'appoggio di Anselmo nella propria rivendicazione del trono, a discapito, tra gli altri, del fratello maggiore Roberto.
Di ritorno, in settembre, Anselmo fu accolto con calore, ma il problema delle investiture si pose subito e in modo grave: il re, che pure inizialmente era stato del tutto conciliante, esigeva che Anselmo gli rendesse l'omaggio feudale e che si assoggettasse a ricevere da lui l'investitura ad arcivescovo di Canterbury. Anselmo non poteva tuttavia sottomettersi a queste richieste, dal momento che il papato (proprio con il recente concilio di Roma) aveva vietato agli ecclesiastici di rendere l'omaggio ai laici e di ricevere da questi l'investitura a cariche religiose.
Enrico e Anselmo inviarono messaggeri a Roma a richiedere un'esenzione che consentisse al re di investire personalmente l'arcivescovo e di ottenerne l'omaggio. Nel frattempo i due riuscirono a collaborare: Anselmo contribuì a rimuovere gli ostacoli al matrimonio di Enrico con Matilde di Scozia, l'erede dei sovrani di Sassonia, ostacoli dati dal fatto che Matilde era entrata in convento per qualche tempo pur senza prendere i voti; diede poi la sua personale benedizione a tale matrimonio e rimase sempre in contatto epistolare con la nuova regina. Inoltre, mentre l'Inghilterra era minacciata d'invasione da parte delle truppe di Roberto II di Normandia, Anselmo si schierò pubblicamente a favore di Enrico e, minacciando Roberto e i suoi sostenitori di scomunica, contribuì a volgere la situazione in favore del sovrano inglese, causando la ritirata del rivale.
Papa Pasquale II, succeduto a Urbano II, non era intenzionato a derogare ai divieti del suo predecessore riguardo all'investitura da parte del potere laico e l'omaggio feudale. Un nuovo gruppo di legati (due uomini di Anselmo e tre di Enrico) lasciò l'Inghilterra diretto verso la sede pontificia, nonostante alcuni ritardi dovuti all'impegno del re nel sedare la rivolta di Roberto II di Bellême; al loro ritorno i legati di Enrico, pur recando una lettera che continuava a sostenere le posizioni iniziali del pontefice, affermarono che Pasquale aveva acconsentito a un'eccezione nel caso di Enrico e Anselmo e che non aveva messo per iscritto questa decisione onde evitare di offendere gli altri sovrani europei. Tutto ciò fu però negato dai legati di Anselmo, il quale continuò a rifiutarsi di consacrare i vescovi investiti dal re. Enrico chiese allora ad Anselmo di recarsi a Roma personalmente e questi, pur conscio di essere prossimo a un nuovo esilio, decise di partire per discutere la questione con il Papa. Accompagnato dal funzionario del re Guglielmo di Warelwast, Anselmo lasciò l'Inghilterra il 27 aprile 1103.

### Secondo esilio
Anselmo si trattenne a Bec sino quasi alla fine dell'estate per evitare di trovarsi a Roma nel periodo più caldo dell'anno; quando giunse nella sede pontificia e discusse con Pasquale II la questione dei rapporti tra potere temporale e spirituale, ottenne dal Papa ancora una volta una netta opposizione all'investitura degli ecclesiastici da parte dei laici e all'omaggio; l'ambasciatore del re d'Inghilterra, Guglielmo di Warelwast, non ebbe miglior successo. Sulla via del ritorno, a Lione, tra la fine del 1103 e l'inizio del 1104, Anselmo ricevette un messaggio di Guglielmo che interpretò come un invito a non tornare in Inghilterra se non con l'intenzione di (e l'autorizzazione a) ripristinare le pratiche dell'investitura degli ecclesiastici da parte dei laici e dell'omaggio. Anselmo dunque rimase a Lione, dove stese il De processione spiritus sancti.
Anselmo si trattenne a Lione fino al marzo 1105, quando il Papa scomunicò Roberto di Beaumont, consigliere di Enrico I, che aveva insistito affinché il re continuasse a praticare l'investitura da parte di laici, insieme ad altri prelati investiti da Enrico o da altri rappresentanti del potere temporale, mentre si limitò, per il sovrano, a minacciare la scomunica. Anselmo, che non sperava più in un aiuto concreto del Papa, si recò in Normandia per incontrare Enrico e minacciarlo personalmente di scomunica, con lo scopo di costringerlo una volta per tutte a raggiungere un accordo sulla questione delle investiture.
Anche grazie alla mediazione della sorella di Enrico, Adele d'Inghilterra, che Anselmo aveva assistito durante una malattia, l'arcivescovo e il re riuscirono a incontrarsi a L'Aigle nel luglio 1105 e raggiunsero un compromesso: la scomunica di Roberto di Beaumont e degli altri funzionari di Enrico I venne revocata (cosa che Anselmo fece grazie alla sua sola autorità, e di cui dovette poi rendere conto a papa Pasquale II) a patto che essi tenessero sempre conto della volontà della Chiesa nel consigliare il re; inoltre Enrico avrebbe rinunciato al diritto di investire gli ecclesiastici se Anselmo avesse ottenuto dal Papa che agli ecclesiastici venisse consentito l'omaggio ai nobili laici; le entrate della sede arcivescovile di Canterbury furono restituite alla Chiesa e venne confermato il divieto per i sacerdoti di prendere moglie. Prima di tornare in Inghilterra, comunque, Anselmo volle che l'accordo fosse approvato dal Papa; questi, con una lettera del 23 marzo 1106, ratificò il compromesso: nonostante la rinuncia da parte del re al diritto di investitura costituisse un'importante vittoria per la Chiesa, sia Anselmo che Pasquale consideravano il compromesso di L'Aigle come un accordo temporaneo, in vista di ulteriori azioni che, perseguendo gli obiettivi della riforma gregoriana, avrebbero dovuto abolire anche la pratica dell'omaggio degli ecclesiastici ai laici. La lettera del Papa autorizzava Anselmo anche a revocare la scomunica di coloro che erano stati investiti da laici o che a laici avevano reso l'omaggio feudale, e lo invitava ad assolvere il re e la regina d'Inghilterra da tutti i loro peccati.
Il ritorno di Anselmo a Canterbury comunque fu rimandato, anche a causa di alcuni problemi di salute dell'anziano arcivescovo; il 15 agosto Anselmo incontrò Enrico a Bec; il re aggiunse alle concessioni fatte anche la restituzione delle chiese confiscate a suo tempo da Guglielmo II e promise di risarcire il clero inglese dei danni economici patiti a causa della lotta per le investiture. Così, i due si riappacificarono.

### Ritorno in Inghilterra e ultimi anni
Anselmo fece trionfale ritorno in Inghilterra nel 1107. Da un'assemblea dei vescovi e dei principi inglesi tenuta il 1º agosto risultò il "concordato di Londra", che formalizzava e annunciava pubblicamente il compromesso tra Enrico e Anselmo: nessun vescovo avrebbe dovuto ricevere l'investitura da un laico, ma il fatto di aver reso l'omaggio a un laico non avrebbe impedito a nessuno di ricoprire la carica di vescovo. Le sedi vescovili e abbaziali vacanti (alcune delle quali erano vacanti ancora dai tempi di Guglielmo II) vennero assegnate, e Anselmo, riprese le funzioni di arcivescovo di Canterbury, consacrò tutti i nuovi vescovi.
Anche nella fase finale della sua vita Anselmo continuò ad occuparsi dei doveri di arcivescovo e, contemporaneamente, a meditare e a scrivere testi di teologia, come il De concordia praescientiae et praedestinationis et gratiae Dei cum libero arbitrio (Sulla compatibilità della prescienza, della predestinazione e della grazia di Dio con il libero arbitrio). Anselmo lavorò per innalzare il livello spirituale del regno e, in particolare, delle regioni dell'Irlanda e della Scozia; fu inoltre coinvolto in una disputa circa il primato dell'arcidiocesi di Canterbury su quella di York, disputa che non sarebbe stata superata (con la riaffermazione della supremazia di Canterbury) se non dopo la sua morte.
Anselmo morì il 21 aprile 1109, mercoledì santo, e venne sepolto nella cattedrale di Canterbury. Le sue spoglie vennero però esumate durante i disordini a sfondo religioso che ebbero luogo durante il regno di Enrico VIII d'Inghilterra e se ne persero le tracce.

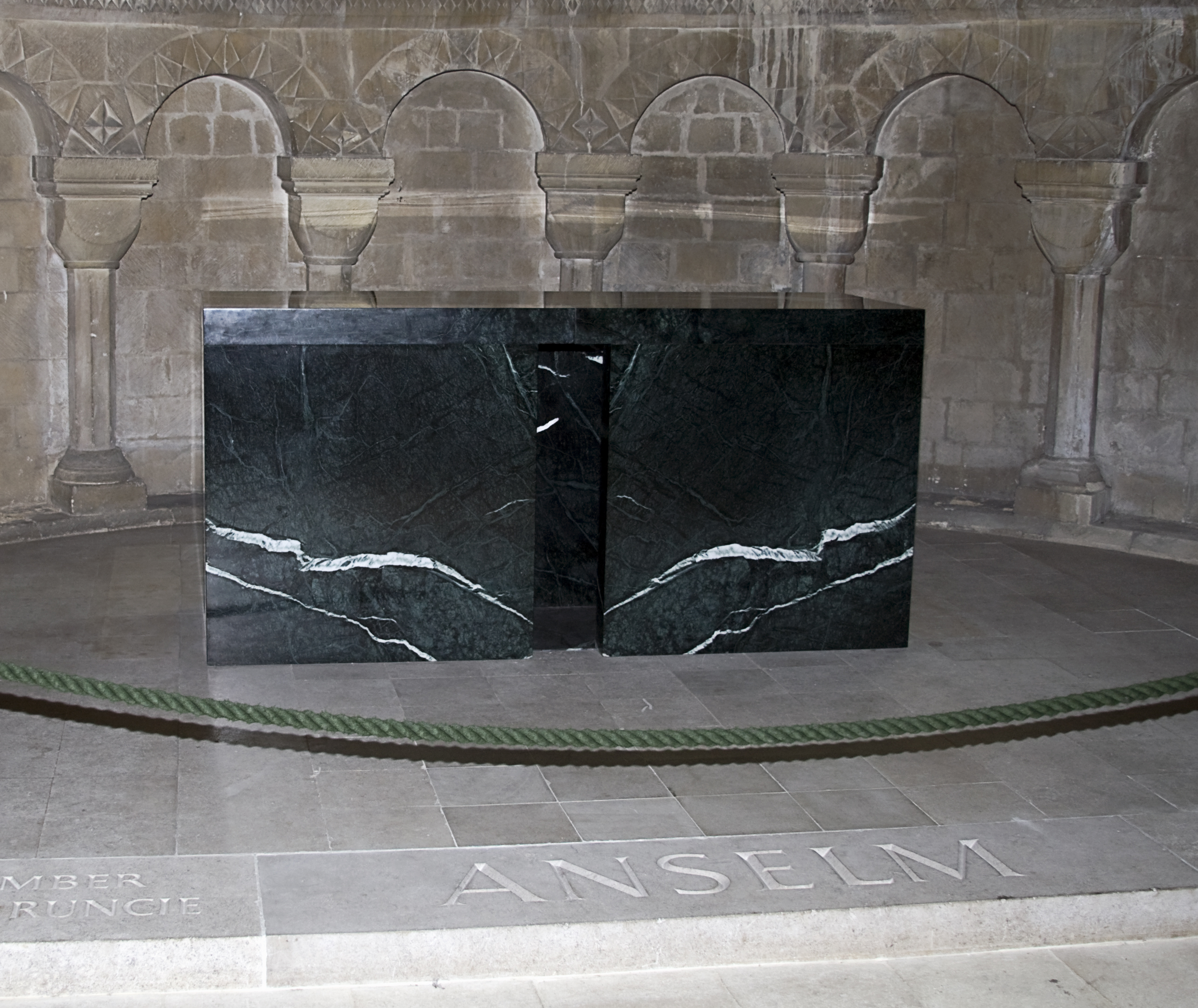
La tomba di Anselmo all'interno della cattedrale di Canterbury

Il processo di canonizzazione di Anselmo fu avviato da Tommaso Becket (uno di coloro che ne continuarono l'opera volta a garantire l'indipendenza della Chiesa inglese dal potere politico) e venne portato a termine da papa Alessandro III nel 1163. Anselmo fu dichiarato dottore della Chiesa da papa Clemente XI il 3 febbraio 1720.

## Pensiero
Oltre ad aver svolto un importante ruolo politico nella disputa sulle investiture in Inghilterra, Anselmo d'Aosta fu anche un pensatore di grande spessore nell'ambito della filosofia cristiana medievale, considerato uno dei principali esponenti della riflessione di area europea, il principale filosofo dell'XI secolo e il primo grande pensatore del Medioevo dopo Giovanni Scoto Eriugena.

### Influenze
Il lavoro di Anselmo è caratterizzato da una grande originalità e sono rari, nella sua opera, i riferimenti a pensatori del passato: ciò rende difficile identificare le influenze che hanno contribuito a dar forma al suo pensiero. Posto che la fonte principale della riflessione di Anselmo è l'autorità della Bibbia, è tuttavia ugualmente possibile riconoscere nel neoplatonismo cristiano di Agostino d'Ippona un importante punto di riferimento; l'importanza dell'influenza di pensatori come Giovanni Scoto Eriugena e lo Pseudo-Dionigi l'Areopagita, un tempo considerata significativa, è oggi giudicata tutto sommato trascurabile, mentre si tende a evidenziare l'importanza rivestita da Aristotele e dal suo traduttore e commentatore Severino Boezio nel determinare certi aspetti dialettici della filosofia di Anselmo, oltre che, tra le altre cose, la sua concezione del male come privo di positività ontologica e la teoria dei futuri contingenti che garantiscono la compatibilità della prescienza di Dio con la libertà umana. L'influenza del maestro Lanfranco probabilmente non fu, se non forse per l'interesse alla dialettica, determinante.

### Rapporto tra ragione e fede
Nella riflessione di Anselmo, che pure ha un carattere prevalentemente teologico, la ragione svolge un ruolo di fondamentale importanza: nella concezione anselmiana del rapporto che, per un buon filosofo cristiano, dovrebbe sussistere tra la ragione e la fede (cioè, sostanzialmente, tra la filosofia e la teologia) la dimensione della ricerca razionale ha infatti un posto molto rilevante.
Anselmo riteneva che il presupposto di ogni sapere dovesse essere necessariamente la fede nella rivelazione delle sacre scritture, e che, quindi, si dovesse credere per comprendere piuttosto che comprendere per credere ("credo ut intelligam"); in altre parole sosteneva, ispirandosi alle parole del Libro di Isaia (cap. 7, 9) «se non hai fede, non capirai» ("nisi credideritis, non intelligetis"), che il fondamento di ogni conoscenza dovesse provenire dalla fede, e che solo su di essa potesse innestarsi il lavoro della ragione, volto all'approfondimento e alla comprensione dei dogmi.
Anselmo tuttavia riponeva grande fiducia nella capacità della ragione di portare avanti con successo questo suo ruolo di chiarificazione e comprensione dei dati di fede: come disse il medievista francese Étienne Gilson, egli giudicava «presunzione non mettere per prima cosa la fede, [...] negligenza non fare successivamente appello alla ragione». Dunque, benché fosse per lui impensabile sottomettere o subordinare i misteri della fede alla dialettica, cioè alla logica, Anselmo riteneva che fondandosi saldamente sulla rivelazione fosse possibile usare la ragione per approfondire la comprensione di tali misteri o, anche, per dimostrare inconfutabilmente la necessità di accettarli come tali. In effetti per lui esistevano dogmi non suscettibili di esatta comprensione razionale, come ad esempio quello della Trinità, ma riteneva che fosse ugualmente possibile raggiungere, tramite ragionamenti per analogia, una parziale comprensione di tali dogmi e che, inoltre, fosse possibile provare razionalmente la necessità di abbracciarli. Una significativa espressione anselmiana, che può essere considerata il suo motto filosofico, è «la fede in cerca della comprensione». Con ciò Anselmo intendeva riaffermare la priorità della fede e, parallelamente, l'opportunità di tentare di rischiarare i contenuti della rivelazione per mezzo della riflessione razionale, senza che la ragione prendesse il posto della fede e senza che la fede soffocasse la ragione.
Nella concezione anselmiana della fede aveva molta importanza la dimensione affettiva (cioè legata all'ambito della volontà): l'amore di Dio che alimenta la fede è in gran parte assimilabile a un amore per la conoscenza di Dio stesso, e dunque viene attribuita una notevole importanza alla ragione, in quanto veicolo di questa ricerca di conoscenza. Alcuni commentatori evidenziano come nella riflessione di Anselmo gli elementi esistenziali e legati all'ambito morale siano strettamente interconnessi con quelli teoretici e legati all'ambito della ricerca razionale.

### Esistenza di Dio e attributi divini dimostratia posteriori: ilMonologion
Benché concepisse la fede come fondamento di ogni conoscenza, Anselmo riteneva che un argomento razionale potesse convincere anche un non credente. Nel suo primo scritto filosofico importante, il Monologion, Anselmo si pone dalla prospettiva di chi ignori la rivelazione cristiana o non vi creda e, adottando tale prospettiva, intende dimostrare l'esistenza di Dio e dedurre alcuni dei suoi attributi per mezzo di procedimenti razionali a posteriori (cioè basati su evidenze tratte dal mondo sensibile e sviluppate con procedimenti razionali).
La dimostrazione dell'esistenza di Dio proposta da Anselmo nel Monologion è di ascendenza platonica, ed è ispirata almeno in parte al neoplatonismo di Agostino d'Ippona. Il fondamentale presupposto di tale prova infatti, a parte la constatazione che le cose del mondo sono caratterizzate da gradi diversi di perfezione, è la convinzione che se le cose sono più o meno perfette (o comunque presentano una certa caratteristica positiva con grado maggiore o minore di intensità), ciò dipende dal fatto che tali cose partecipano in maniera più o meno diretta di un ente assolutamente perfetto (o che comunque possiede quella certa caratteristica positiva al massimo grado).

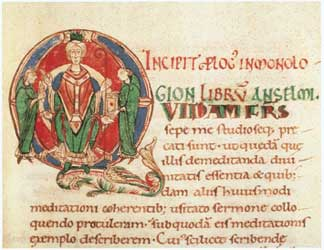
Iniziale miniata da un manoscritto del Monologion risalente al XII secolo

Tale idea viene sviluppata, per esempio, a proposito del bene: dal momento che possiamo constatare che esistono nella realtà molti beni, diversi tra loro e buoni in grado maggiore o minore, dobbiamo secondo Anselmo dedurne con certezza che essi sono buoni in virtù di un solo principio del bene assoluto, cioè a causa della loro partecipazione in diverso modo e in diverso grado di un unico sommo bene; tale bene è buono in sé e per sé, mentre ogni altra cosa è buona riferendola a quel bene che si colloca a un livello gerarchicamente superiore a ogni altro bene.
Dopodiché, avendo dimostrato che deve esistere un ente che corrisponde al sommo bene, Anselmo applica il medesimo procedimento ad attributi come la perfezione e la stessa esistenza, così da provare che deve esistere qualcosa caratterizzato da assoluta perfezione e assoluta pienezza d'essere (e dal quale tutte le creature finite ricavano la loro misura di perfezione e di esistenza).
Secondo Anselmo, tanto l'ente sommamente buono, quanto quello caratterizzato dal sommo grado di esistenza, quanto quello sommamente perfetto, coincidono con il Dio della rivelazione cristiana, la cui esistenza è quindi provata a partire da dati di esperienza come la gradazione del bene e della perfezione, e come il processo di causazione degli enti da un essere primo.
La seconda parte, quantitativamente preponderante, del Monologion è dedicata all'analisi degli attributi, cioè delle caratteristiche, di Dio. Alcuni di questi attributi divini (come la bontà, la perfezione e il ruolo di causa incausata di tutti gli esseri finiti) sono conseguenze immediate dell'argomento appena esposto. Tuttavia Anselmo intende spingersi oltre nella definizione degli attributi di Dio, e sostiene che la perfezione divina implica, per esempio, anche le caratteristiche di eternità e intelligenza.
Alla luce del carattere creativo di Dio, dal quale dipende tutto l'esistente, Anselmo propone poi una rielaborazione della dottrina del Logos (Verbo), tradizionalmente inteso come corrispondente alla seconda persona della Trinità (il Figlio) e come intermediario tra Dio e il Mondo, così come nella filosofia neoplatonica era intermediario tra l'Uno e il Mondo. Anselmo giunge alla conclusione che ogni ente creato dal nulla esisteva, prima di essere creato, nella mente di Dio. Pertanto Anselmo sostiene che nella mente di Dio esistono i modelli ideali su cui sono costruiti tutti gli enti finiti che risultano dalla creazione, e che la creazione consiste nell'atto con cui Dio pronuncia fra sé e sé il Verbo che è fondamento di tutte le creature.
Anselmo, discutendo dell'analogia che sussiste tra il Verbo divino e il pensiero (o Logos) umano, sostiene che gli uomini conoscono le cose per mezzo di immagini delle cose stesse, e che tali immagini sono tanto più veritiere quanto più aderiscono alla cosa; simmetricamente, in Dio esiste il Verbo, che costituisce l'essenza delle cose, e le cose sono modellate su di esso. La terza persona della Trinità, lo Spirito Santo, viene identificata con la facoltà umana dell'amore. In Dio, afferma Anselmo, sussistono tre distinte persone che formano una sola essenza e una sola divinità; questo può essere reso più comprensibile alla ragione per mezzo di un'analogia di origine agostiniana: come l'anima umana, pur essendo assolutamente unitaria, si compone di tre facoltà (memoria, intelligenza e volontà), così Dio, pur essendo assolutamente unitario, si compone di tre persone (Padre, Figlio e Spirito Santo).
L'autore analizza poi altri modi per descrivere la sostanza divina, e propone di considerarla come ciò che c'è di più grande, di sommo, cioè maggiore di tutte le creature; o, ancora, come ciò che presenta tutte e sole le caratteristiche che è meglio avere piuttosto che non avere. Con ciò, Dio comunque possiede tali caratteristiche in virtù di sé stesso, e non di altri principi; inoltre la molteplicità di tali caratteristiche non significa che Dio sia composito, dal momento che nell'essenza divina ogni attributo coincide con tutti gli altri e con la stessa essenza divina in una suprema unità e semplicità.

### Esistenza di Dio e attributi divini dimostratia priori: ilProslogion
(Anselmo, Proslogion seu alloquium de Dei existentia, 15, 235C)

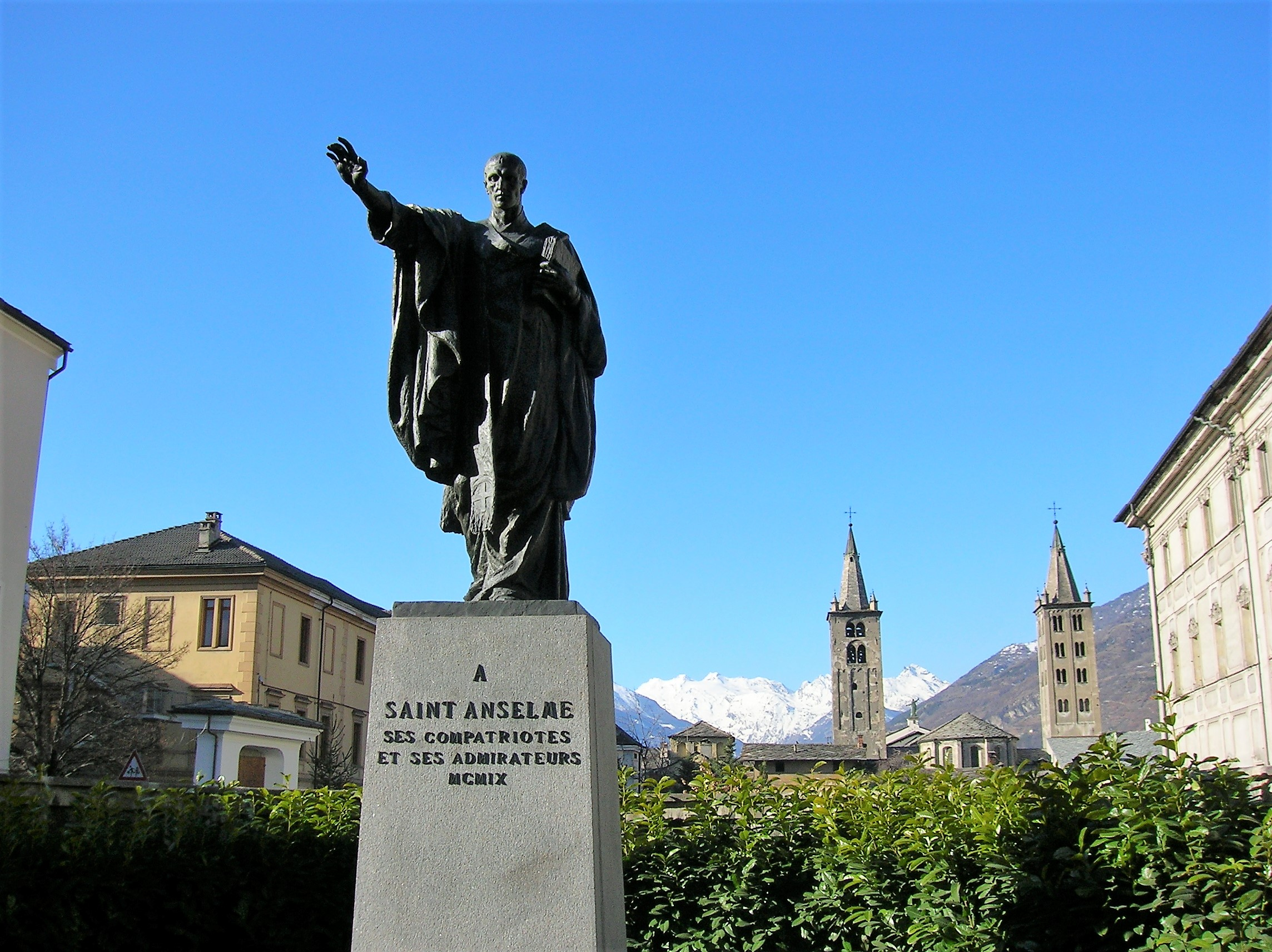
Statua di Anselmo ad Aosta, in via Xavier de Maistre. Sullo sfondo, i campanili della cattedrale di Aosta; a destra si intravede il seminario maggiore.

Anselmo rimase parzialmente insoddisfatto della dimostrazione dell'esistenza di Dio e dell'indagine sulle sue caratteristiche per come esse erano state condotte nel Monologion: egli aspirava infatti a costruire un argomento più semplice e interamente autosufficiente in grado di portare alle stesse conclusioni. Un simile argomento, ricercato affannosamente e infine trovato, venne esposto nel Proslogion (il cui titolo, originariamente, era stato Fides quaerens intellectum, cioè «La fede in cerca della comprensione»).
L'argomento del Proslogion (noto anche, secondo una denominazione attribuitagli da Immanuel Kant, come argomento ontologico) è del tipo a priori: è cioè basato su una definizione di Dio ricavata dalla fede e sviluppata secondo un procedimento razionale che aspira ad essere valido in sé, anteriormente a ogni dato di esperienza.
- Chi nega l'esistenza di Dio (come lo stolto del Salmo: «che disse in cuor suo: Dio non esiste»)
- deve avere il concetto di Dio
- non si può infatti negare la realtà di qualcosa che non si pensa neppure, per negarla devo pensarla
- avere il concetto di Dio significa: pensare un essere di cui non si può pensare nulla di maggiore ("aliquid quo nihil maius cogitari possit")
- ma poiché «si potrebbe pensare un ente che, oltre agli attributi riconosciuti proprî di Dio, possedesse anche quello dell'esistenza, e quindi fosse maggiore di lui.»[67] questa, allora, sarebbe un'idea maggiore di quella di Dio
- quindi, ciò di cui non possiamo pensare nulla di maggiore, essendo il maggiore di tutti gli enti, non può non avere la caratteristica dell'esistenza: esistere senza dubbio sia nell'intelletto sia nella realtà ("existit ergo procul dubio aliquid quo maius cogitari non valet, et in intellectu et in re")[68]

L'argomentazione di Anselmo prende dunque le mosse dalla definizione di Dio come «ciò di cui non può essere pensato niente di maggiore». Egli sostiene che chiunque, incluso lo «stolto» che, secondo i Salmi (14, 1 e 53, 1) «disse in cuor suo: Dio non esiste», comprende tale definizione, anche se non comprende che l'oggetto di tale definizione esiste; comunque, nel comprenderla, si forma mentalmente il concetto di un ente sommamente grande, del quale sia impossibile pensare qualcosa di maggiore.
Ora, sostiene Anselmo, il concetto di «ciò di cui non può essere pensato niente di maggiore» esiste nella mente dello «stolto» (o di chiunque altro) come nella mente del pittore esiste l'immagine di qualcosa che egli è in procinto di disegnare, ma che ancora non esiste al di fuori del suo pensiero.
Tuttavia, qualcosa che esiste solamente nella mente di qualcuno non è tanto grande quanto qualcosa che esiste anche nella realtà esterna, nel mondo effettivo delle cose: pertanto ciò di cui non può essere pensato nulla di maggiore non sarebbe tale se non fosse dotato di un'esistenza effettiva anche fuori dalla mente di chi si forma quel concetto. Il che conduce alla conclusione per cui esiste necessariamente qualcosa di cui non può essere pensato niente di maggiore, e che non può essere pensato se non come esistente. Si tratta in fondo di una dimostrazione per assurdo, basata in gran parte sull'approccio apofatico della teologia negativa, in base al quale è doveroso per la mente umana riconoscere l'esistenza di Dio come suo limite.
(Anselmo, Proslogion seu alloquium de Dei existentia, 3, 228B-228C)
Come il Monologion, il Proslogion contiene numerosi capitoli nei quali l'autore indaga gli attributi di Dio: partendo dalla definizione della divinità come ciò di cui non può essere pensato il maggiore, Anselmo conclude che Dio deve essere necessariamente l'essere supremo, e quindi supremamente buono, giusto e felice. Sempre in relazione al Monologion, risulta ora tanto più giustificata l'idea che Dio debba essere caratterizzato da tutte le peculiarità che è preferibile avere piuttosto che non avere.
In effetti risulta che un Dio come questo, che (in accordo anche con gli insegnamenti della Bibbia) è necessariamente onnipotente, deve essere impossibilitato a fare il male perché è anche assolutamente benevolo; questo non è però contraddittorio dal momento che, per Anselmo, la capacità di fare il male non è in realtà una vera potenza, quanto piuttosto un'impotenza (il che è coerente con la sua interpretazione del male come privazione, cioè come pura negazione dell'essere e del bene, non dotata di un'autonoma positività ontologica). Non deve quindi stupire, secondo lui, che Dio non possa fare il male o contraddirsi.
Nei capitoli conclusivi del testo, Anselmo ribadisce e approfondisce l'analisi degli attributi divini iniziata nel Monologion, aggiungendo inoltre un accenno all'identità di esistenza ed essenza in Dio il quale prefigurava, anche se da lontano, i risultati che avrebbe raggiunto più tardi Tommaso d'Aquino.

#### Le critiche di Gaunilone all'argomento ontologico e la risposta di Anselmo
(Anselmo, Sancti Anselmi liber apologeticus contra Gaunilonem respondentem pro insipiente, 10, 260B)
nel suo Libro a difesa dello sciocco il monaco Gaunilone obietta:
- in realtà l'ateo ha in mente solo la parola Dio non l'idea di Dio di cui è impossibile per la sua infinitudine avere una conoscenza sostanziale:
- ma anche ammesso di avere un'idea perfetta questo non significa che poi vi debba necessariamente corrisponderne l'esistenza: se così fosse basterebbe pensare alle mitiche perfette Isole Fortunate perché poi queste esistessero nella realtà. 
  - S. Anselmo controbatte che il suo argomento vale solo per quella realtà perfettissima che è Dio, in grado cioè non solo di riempire, ma di trascendere il pensiero stesso che lo ospita. Dio infatti non è soltanto «ciò di cui non si può pensare nulla di più grande» (id quo maius cogitari nequit), ma è anche «più grande di quel che si possa pensare» (quod maior sit quam cogitari):[75] l'ammissione dei propri limiti costringe l'intelletto umano a riconoscere una realtà ontologica che lo sovrasta.[76]

Per spiegare come sia possibile che lo «stolto» neghi l'esistenza di Dio, nel Proslogion Anselmo afferma che chiunque dica «Dio non esiste» in realtà proferisce suoni completamente vuoti, parole di cui non comprende il senso, fermandosi ai segni senza cogliere i significati. Gaunilone, un monaco benedettino contemporaneo di Anselmo, usò un argomento simile a questo per attaccare la prova a priori del Proslogion in un testo intitolato Liber pro insipiente (Libro a difesa dello stolto); a Gaunilone Anselmo rispose nel Liber apologeticus adversus respondentem pro insipientem (Libro apologetico contro la risposta in difesa dello stolto) e da allora, per volontà dello stesso Anselmo, il Proslogion venne sempre riprodotto con il corredo di questa doppia appendice.
L'argomentazione del Liber pro insipiente, articolata su diversi punti e accompagnata da alcuni esempi, si può sintetizzare nell'osservazione di Gaunilone secondo cui il fatto di avere nell'intelletto un concetto come quello di «ciò di cui non può essere pensato il maggiore», e di pensarlo come esistente, è profondamente diverso dal fatto che ciò di cui non può essere pensato il maggiore effettivamente esista: egli cioè sostiene che non si può passare direttamente dal piano del pensiero al piano dell'esistenza. Aggiunge inoltre che quello di «ciò di cui non può essere pensato il maggiore» è un concetto inaccessibile a un intelletto umano, sostanzialmente superiore alle sue forze: chi ascolta e comprende tale concetto, afferma Gaunilone, non lo comprende in realtà più di quanto secondo Anselmo lo «stolto» comprende l'espressione «Dio non esiste»; quindi pensare Dio come ciò di cui non può essere pensato il maggiore è possibile solamente a posteriori, e cioè questa concezione di Dio (di per sé giudicata legittima) deve essere sviluppata a partire da argomenti simili, per esempio, a quelli platonizzanti del Monologion.
Nella sua risposta alle obiezioni di Gaunilone (il quale peraltro loda il Monologion e tutte le parti del Proslogion diverse dall'argomento ontologico) Anselmo si stupisce di ricevere critiche da qualcuno che non è certo uno stolto ma un cattolico. Rispondendo quindi «al cattolico», Anselmo ravvisa nelle parole di Gaunilone una certa confusione tra «ciò di cui non può essere pensato il maggiore», limite innegabile del pensiero, e «la cosa più grande di tutte», che essendo un concetto impreciso può ancora essere negato senza cadere in contraddizione. Nella parte principale della sua replica alla replica Anselmo aggiunge che «ciò di cui non può essere pensato il maggiore» non è un concetto incomprensibile per l'intelletto umano, a meno di fingere di non capire il concetto stesso che si vuole negare, «perché se anche ci fosse qualcuno abbastanza sciocco da dire che ciò di cui non si può pensare il maggiore non è niente, non sarà così impudente da dire di non riuscire a capire o pensare quel che sta dicendo. O se invece si trovasse qualcuno di questo genere, non solo il discorso è da respingere (respuendus), ma lui stesso da coprire di sputi (conspuendus)». L'esperienza delle cose del mondo, del resto, rende evidente che gli enti posseggono le diverse perfezioni in diversi gradi e che, dunque, è possibile stabilire una gerarchia di grandezza in cui di ogni cosa è possibile pensare qualcosa di maggiore finché si giunge a qualcosa di cui, appunto, non si può pensare niente di maggiore. È stato fatto notare che con questa operazione, però, Anselmo dà parzialmente ragione a Gaunilone e riconduce la prova a priori del Proslogion alla prova a posteriori del Monologion, ammettendo che il concetto di «ciò di cui non può essere pensato il maggiore» si origina dall'esperienza. In tal modo l'autosufficienza della prova del Proslogion può risultare compromessa, ma viene stabilita tra esso e il Monologion una continuità che fa delle due opere altrettanti momenti di un unico argomento per l'esistenza di Dio, in cui tale esistenza viene dimostrata inizialmente a partire da osservazioni empiriche, assicurando nel contempo la legittimità della definizione di Dio come «ciò di cui non può essere pensato il maggiore», e quindi viene dimostrato che a partire da tale definizione risulta che Dio non è concepibile se non come dotato dell'esistenza.

### Anselmo dialettico: ilDe grammaticoe gli altri scritti logici
L'aspetto del pensiero di Anselmo legato alla logica (la quale nel Medioevo era indicata indifferentemente come dialettica o anche come grammatica, in una prospettiva paragonabile a quella della moderna filosofia del linguaggio) ha un'importanza non trascurabile, anche se tale importanza è stata rivalutata solo dalla critica della seconda metà del XX secolo.

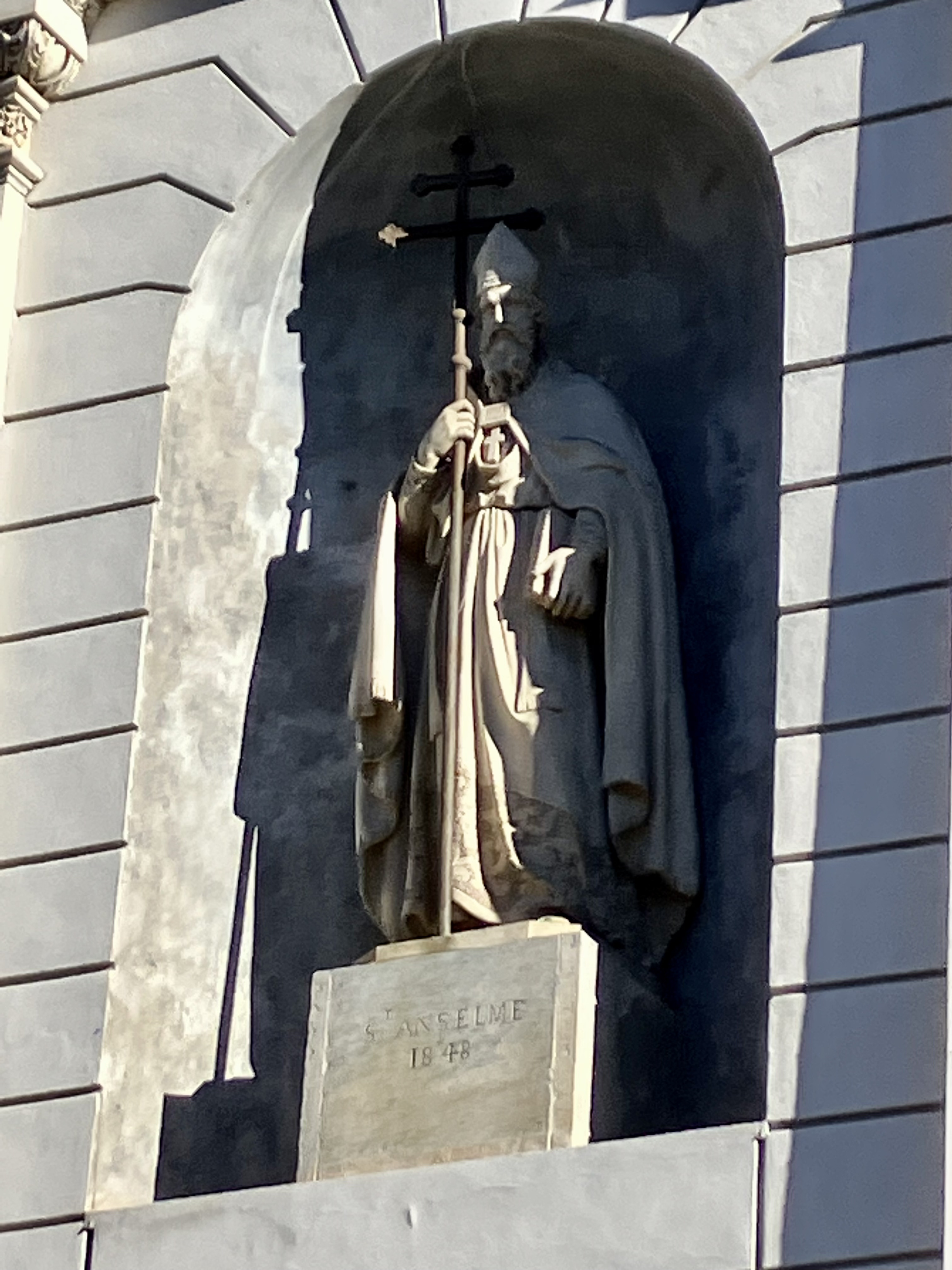
Statua di Sant'Anselmo sulla facciata della cattedrale di Aosta.

Anselmo considerava la logica uno strumento utile per il teologo: già nel Monologion il suo approccio si era caratterizzato per l'attenta disamina delle possibili ambiguità legate a espressioni come «[esistenza] per sé» e «[creazione dal] nulla», e anche nel Proslogion Anselmo aveva compiuto operazioni simili; ora, nel De grammatico, egli analizza nello specifico il problema della paronimia, ossia dello scambio di due parole dal suono simile ma prive di attinenza nel significato: si trattava di capire se la parola "grammatico" (così come tutti gli altri «denominativi», cioè quelle parole che derivano da una radice da cui differiscono solo per la desinenza, in questo caso "grammatica"), corrispondano a sostanze o qualità.
In effetti, sostiene Anselmo, pare ugualmente possibile sostenere che "grammatico" sia sostanza (essenza) o che sia qualità (accidente): nel primo caso perché "grammatico" indica un uomo, e a ogni uomo corrisponde una sostanza; nel secondo perché "grammatico" indica una particolare caratteristica dell'uomo in questione. Anselmo afferma però che non ci troviamo di fronte a una contraddizione, dal momento che i due modi di intendere la parola si riferiscono a due punti di vista ben diversi: è infatti necessario, prosegue, distinguere la significatio di un termine, cioè il piano del suo significato, dalla sua appellatio, cioè il piano del suo riferimento. Pertanto "grammatico" è una significazione della grammatica, ma il suo riferimento è all'uomo. Inoltre, aggiunge Anselmo, per se (cioè in modo diretto, cioè sul piano della significazione) la parola "grammatico" significa una qualità, ma può anche fare riferimento per aliud (cioè in modo indiretto, cioè sul piano del riferimento) a una sostanza. Alcuni commentatori hanno rilevato che, con questo, Anselmo prefigurava la teoria della suppositio che sarebbe stata approfondita dai dialettici del XIII secolo e successivi.
In altre opere di carattere logico, abbozzate da Anselmo ma mai stese in forma compiuta, egli analizzava altre possibili ambiguità linguistiche legate all'uso di certe parole in filosofia e teologia: considerò con particolare attenzione i concetti e i termini necessitas ("necessità"), potestas ("potenza", "capacità"), voluntas ("volontà"), facere ("fare", ma anche "far fare", "patire") e aliquid ("qualcosa").

### Il problema del male, dell'onnipotenza divina e del libero arbitrio nella trilogia sulla libertà
Nella cosiddetta «trilogia della libertà», composta dai dialoghi De veritate, De libertate arbitrii e De casu diaboli, Anselmo analizza le questioni etiche legate alla rettitudine da un punto di vista teologico-dogmatico (analogo a quello che avrebbe adottato anche nelle opere successive) piuttosto che strettamente filosofico (come era stato invece quello adottato nei testi precedenti).
La scelta della forma dialogica, debitrice in qualche misura della tradizione platonica ma non priva di una sua originalità d'interpretazione, era dovuta all'esigenza di rendere più vivace la discussione dei problemi teologici e al vantaggio di poter risolvere dialetticamente le difficoltà che via via si presentavano; essa inoltre corrispondeva al modo in cui Anselmo teneva le sue lezioni, le quali consistevano sostanzialmente in conversazioni tra gruppi ristretti di discenti legati da rapporti reciproci di confidenza che facilitavano il confronto di idee.

#### IlDe veritate
Il De veritate (primo in ordine logico, anche se non è chiaro in che ordine cronologico furono composte le tre opere) analizza in particolare il rapporto sussistente tra la virtù morale, la verità e la giustizia.
Anselmo propone una teoria della verità in cui sono compresenti una matrice platonica (per cui la verità delle cose e delle affermazioni particolari risiede nella loro partecipazione alla verità in sé) e la tesi della verità come corrispondenza tra discorso e realtà (per cui la verità sta nell'aderenza delle asserzioni allo stato delle cose); la nozione di verità per come la intende Anselmo, quindi, è particolarmente ampia proprio perché per l'appunto essa è ricondotta sia alla corrispondenza di linguaggio e realtà sia all'aderenza di un'azione al suo fine teleologicamente proprio (che nel caso del linguaggio è esattamente quello di significare la realtà); traducendosi in un più ampio concetto di rettitudine, la verità può quindi essere propria anche della volontà (la volontà vera è volontà retta) e delle azioni (le azioni vere sono azioni buone), oltre che dei sensi, delle essenze stesse delle cose eccetera.
Tuttavia, aggiunge Anselmo, dal momento che tutte le cose veridiche devono trarre la loro verità da una verità suprema che, evidentemente, viene identificata con Dio, e dal momento che Dio è ugualmente fonte di tutta la verità e di tutto l'essere, tutto ciò che esiste deve esistere veridicamente e, quindi, rettamente; è qui che, data l'esperienza comune a tutti dell'esistenza del male, la questione acquisisce la sua importanza sul piano etico, dal momento che sorge per l'appunto il problema del male.
La questione di come sia possibile che qualcosa di male accada a causa di (o nonostante) un Dio buono è risolta nel De Veritate osservando che, se i due termini opposti vengono considerati sotto rispetti diversi, l'apparente contraddizione tra l'esistenza del male e la bontà di Dio non è realmente problematica: Dio può permettere che il male esista senza causare il male, e d'altro canto quello che risulta malvagio in una prospettiva umana non è necessariamente malvagio in senso proprio. Anselmo sostiene che, come è possibile che un uomo riceva a buon diritto delle percosse benché per un certo altro uomo sia illegittimo somministrargliele, così è in generale possibile che essere l'oggetto passivo di un'azione sia male mentre esserne il soggetto attivo sia bene o viceversa; e, quindi, il problema di conciliare l'esperienza del male con un Dio onnipotente e buono si risolve se si considera che Dio e il male vengono considerati da due differenti punti di vista.
In conclusione, Anselmo chiama verità quel particolare tipo di rettitudine che è percettibile solo alla mente; benché infatti in generale i concetti di verità, giustizia e rettitudine siano interscambiabili la verità ha un carattere proprio di retta intellezione, mentre la giustizia è legata più strettamente alla rettitudine della volontà.
La rettitudine della volontà è poi direttamente collegata con l'aderenza del volere dell'uomo a quello di Dio, e la verità stessa ha la sua unità garantita dalla sua relazione con la verità suprema e assoluta di Dio: l'apparenza di molte verità particolari separate e indipendenti non toglie che ciascuna di esse sia vera unitamente a tutte le altre nella partecipazione a Dio.

#### IlDe libertate arbitrii
Il De libertate arbitrii è il testo della trilogia dedicato specificamente alla libertà della volontà dell'uomo in relazione alla sua facoltà di compiere il bene o di peccare e, in generale, al problema della grazia e del male.
Fin dalle prime pagine dell'opera Anselmo rifiuta la definizione della libertà come la possibilità di scegliere senza condizionamenti se peccare o non peccare: se, infatti, la facoltà di peccare rientrasse in tale definizione, la libertà vedrebbe irrimediabilmente compromesso il suo valore positivo (se, cioè, fosse la libertà a rendere possibile il peccato, essa non sarebbe più un carattere buono); e ne risulterebbe inoltre la conclusione assurda che Dio, non potendo fare il male (cioè non potendo peccare), non sarebbe libero.
Anselmo sostiene al contrario che il peccato è dovuto non tanto alla libertà in sé quanto a una degenerazione della libertà; e aggiunge, alla luce di queste considerazioni, che la più opportuna definizione di libertà sarebbe quella per cui essa è «potere di conservare la rettitudine della volontà per amore della rettitudine stessa». La libertà è dunque sostanzialmente la facoltà che ci consente non di perseguire ciò che vogliamo senza condizionamenti, ma di adeguare la nostra volontà a ciò che è giusto che noi vogliamo (a ciò che, in altre parole, sarebbe nostro dovere volere). La libertà dunque è tanto più libera (tanto più corrispondente all'ideale di libertà) quanto più è retta. Questo comunque non toglie che la volontà possa cedere a una tentazione: in questo caso essa si rivolgerà al peccato anziché alla grazia e lo farà non per costrizione da parte dei condizionamenti esterni, ma in modo autonomo; tuttavia, stante la definizione che si è data sopra, questo non sarà un esempio di libertà ma un esempio di corruzione della libertà.
Infine Anselmo spiega che, in ogni caso, il modo in cui la libertà della volontà ci consente di volere ciò che è giusto che noi vogliamo (e di volerlo unicamente in virtù del fatto che è giusto che lo vogliamo) è legato strettamente all'intervento divino: in seguito alla caduta, infatti, all'uomo è preclusa la possibilità di agire bene in modo disinteressato con le sue sole forze (e, più in generale, un peccatore è incapace di risollevarsi senza aiuto) ed è dunque solo con l'intercessione della grazia di Dio che la libertà si può esplicare al massimo delle sue potenzialità e può realmente condurre l'uomo verso Dio. In conclusione l'autore propone una distinzione tra la libertà increata e interamente autonoma che è propria di Dio e la libertà creata che gli angeli e gli uomini ricevono da Dio; e ribadisce che la libertà pur imperfetta dell'uomo, aiutata dalla grazia, può e dovrebbe elevarsi a Dio.

#### IlDe casu diaboli
Il De casu diaboli tratta dei problemi legati alla rettitudine e alla libertà con particolare riferimento, come da titolo, alla caduta del diavolo – cioè al momento della narrazione biblica in cui l'angelo Lucifero, avendo ricevuto da Dio una certa misura di esistenza (e dunque di bontà) e una volontà libera (cioè quella facoltà che gli avrebbe consentito di raggiungere la sua piena realizzazione adeguando la sua volontà a quella di Dio) scelse di non perseverare nel conservare la sua volontà aderente a quella divina, lasciò che la sua libertà si corrompesse e abbandonò quindi la rettitudine per tentare di assomigliare a Dio più di quanto fosse suo diritto.
Anselmo dunque prende tale esempio come questione paradigmatica per un'analisi dell'origine e della natura del male. La sua ricerca prende le mosse ancora una volta da un'attenta analisi logico-linguistica, volta in questo caso a chiarire il significato del termine nihil ("nulla"): afferma Anselmo che tale termine non indica, per il semplice fatto di esistere, una realtà positiva, e che anzi esso significa per negazione (sottraendo una proprietà e non aggiungendola). Il nulla dunque è un ente puramente razionale, perché "nulla" indica non tanto una realtà quanto la negazione di una realtà; ciò avviene, secondo un esempio riportato da Anselmo stesso, analogamente al modo un cui si dice di qualcuno che è cieco anche se la cecità non è tanto una facoltà quanto la negazione della facoltà della vista.
Anselmo fa così propria la concezione, già espressa da un Agostino che l'aveva a sua volta mutuata dal neoplatonismo di Ambrogio, del male come privazione, ovvero nega la positività ontologica del male stesso: come bisogna parlare del nulla come negazione dell'esistente e della cecità come negazione della vista, bisogna parlare del male come mancanza di bene. Dunque Lucifero, cui Dio aveva dato la facoltà di scegliere se perseguire la giustizia (adeguandosi alla volontà divina) o se perseguire la felicità (ribellandosi e tentando di sostituirsi a Dio) abbandonò la rettitudine e compì un moto di allontanamento da Dio; compì cioè un'ingiustizia che, però, non era nient'altro che una negazione della giustizia.
Prendendo le mosse dall'esempio del diavolo, Anselmo dunque sviluppa la sua riflessione relativamente all'uomo: l'essere umano è creato da Dio ed è dotato da Dio stesso di una volontà libera, la cui piena realizzazione si ha nella conservazione della rettitudine – cioè nell'adesione alla legge che Dio, con un atto di grazia, dona all'uomo. Tuttavia al momento del peccato originale anche l'uomo, come già il diavolo, corrompe la sua libertà; e non gli è possibile tornare ad agire rettamente se non grazie a un nuovo dono di grazia da parte di Dio. Come Anselmo avrebbe approfondito nel De concordia la volontà, che essendo libera ha facoltà (in potenza) di perseguire la rettitudine, non può di fatto (in atto) perseguire tale rettitudine se non in virtù del fatto di essere retta, e dunque il ruolo della grazia concessa da Dio è fondante.

### La necessità di un Dio-uomo redentore: ilCur Deus homo

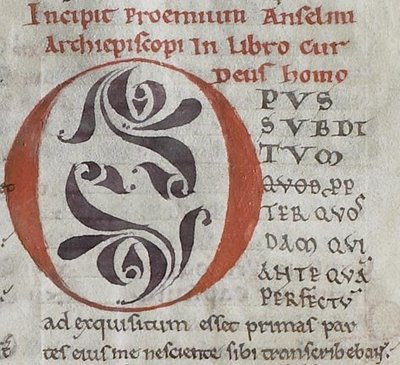
Un capolettera decorato da un manoscritto del Cur Deus homo del XII secolo

Nel dialogo in due libri Cur Deus homo Anselmo spiega come, malgrado l'impossibilità dell'uomo di riparare al peccato di Adamo ed Eva contro Dio, Dio stesso si è riconciliato con l'umanità facendosi uomo. Il testo contiene anche, come è reso inevitabile dal suo soggetto, un'apologia del dogma cristiano dell'incarnazione di Dio (che, per l'appunto, si è fatto uomo in Gesù) contro le critiche di ebrei e musulmani; tuttavia non è questo il suo tema principale, e in effetti il Cur Deus homo è un testo di ampio respiro che di fatto conclude, insieme al successivo De concordia, l'esposizione della visione teologica di Anselmo.
Il testo si apre con una chiarificazione metodologica, in cui Anselmo ribadisce la sua posizione sul rapporto tra ragione e fede: come già si era riscontrato nel Monologion, e in accordo con la consueta dinamica dell'intellectus fidei (comprensione della fede), egli tratta sempre la fede come il necessario punto di partenza di ogni riflessione teologica ma giudica «negligenza» astenersi poi dal portare a compimento razionalmente tale riflessione.
Dopodiché, Anselmo procede a spiegare il carattere necessario della volontà divina: Dio, sostiene l'autore, è dotato di una volontà spontanea e autonoma (non è cioè soggetto né a costrizioni né a impedimenti) ma tale volontà è talmente rigida nella sua assoluta immutabilità da far sì che essa possa essere considerata necessaria; si può dire, ad esempio, che è necessario che Dio non menta perché la volontà di Dio, tesa per sua stessa natura verso la verità (e da cui anzi la verità stessa trae la sua natura) è invariabile e incorruttibile nella sua costanza, e non può in alcun modo rivolgersi verso la menzogna. Si è già visto che questa non può secondo Anselmo essere considerata una limitazione della potenza divina.
È proprio per via della necessità e assoluta immodificabilità del piano che Dio aveva predisposto per l'uomo all'inizio del tempo che, in seguito alla perdita dell'immortalità dovuta alla caduta di Adamo ed Eva, si è reso necessario un intervento di Dio per redimere l'uomo dal peccato originale e ripristinare tale immortalità (sotto forma della possibilità di vivere in eterno nell'altra vita).
Dopodiché, risulta necessario che la remissione da parte di Dio dei peccati dell'uomo passi attraverso un'effettiva espiazione: se infatti Dio si riconciliasse con l'uomo con un atto di pura misericordia, senza che il peccato ricevesse una giusta e proporzionata punizione, il disordine generato dal peccato non verrebbe ricondotto all'ordine e, in generale, la legalità dell'universo morale umano e divino risulterebbe compromessa. Bisogna dunque che l'uomo restituisca a Dio l'onore che peccando gli ha negato – anche se resta inteso che le azioni dell'uomo non aggiungono né tolgono nulla a Dio, dato che è impossibile privare dell'onore un Dio che coincide con lo stesso onore e con tutte le altre qualità positive: restituire a Dio l'onore che gli è dovuto significa semplicemente ripristinare la sottomissione, venuta meno con il peccato originale, della volontà umana a quella divina. Tuttavia l'uomo, che anche prima della caduta in quanto creatura era incapace di compiere il bene se non in virtù della partecipazione al bene supremo di Dio, non può espiare la sua colpa da solo: gli è impossibile rendere a Dio la giusta soddisfazione, perché la bontà di ogni azione di riparazione sarebbe comunque dovuta a Dio. È così che Anselmo dimostra che il salvatore dell'uomo deve necessariamente essere di natura divina; quindi egli procede ad argomentare che, per la precisione, egli deve essere un Dio-uomo.
Risulta infatti che a rendere soddisfazione a Dio non può essere qualcuno che sia inferiore a Dio, e d'altra parte è necessario che ad espiare il peccato dell'uomo sia un uomo: pertanto le caratteristiche che le scritture attribuiscono a Gesù, vero uomo e vero Dio, partecipe in ugual modo e nello stesso tempo di entrambe le nature, sono esattamente quelle necessarie a spiegare razionalmente la redenzione dell'umanità dal momento che, come scrive il filosofo Giuseppe Colombo, «Dio (per sé preso) non deve nulla a nessuno e l'uomo (per sé preso) non può nulla».
Dunque Gesù, non macchiato dal peccato in virtù della sua natura divina e perciò privo di doveri e di debiti nei confronti di Dio, offrì volontariamente e liberamente la sua vita innocente a Dio stesso e così facendo, essendo uomo, espiò il peccato originale dell'umanità.

### La compatibilità di prescienza divina e libertà umana: ilDe concordia
Il De concordia praescientiae et praedestinationis et gratiae Dei cum libero arbitrio, l'ultima opera di Anselmo, è volto a dimostrare la compatibilità della prescienza divina, oltre che della predestinazione e della grazia, con il libero arbitrio dell'uomo.

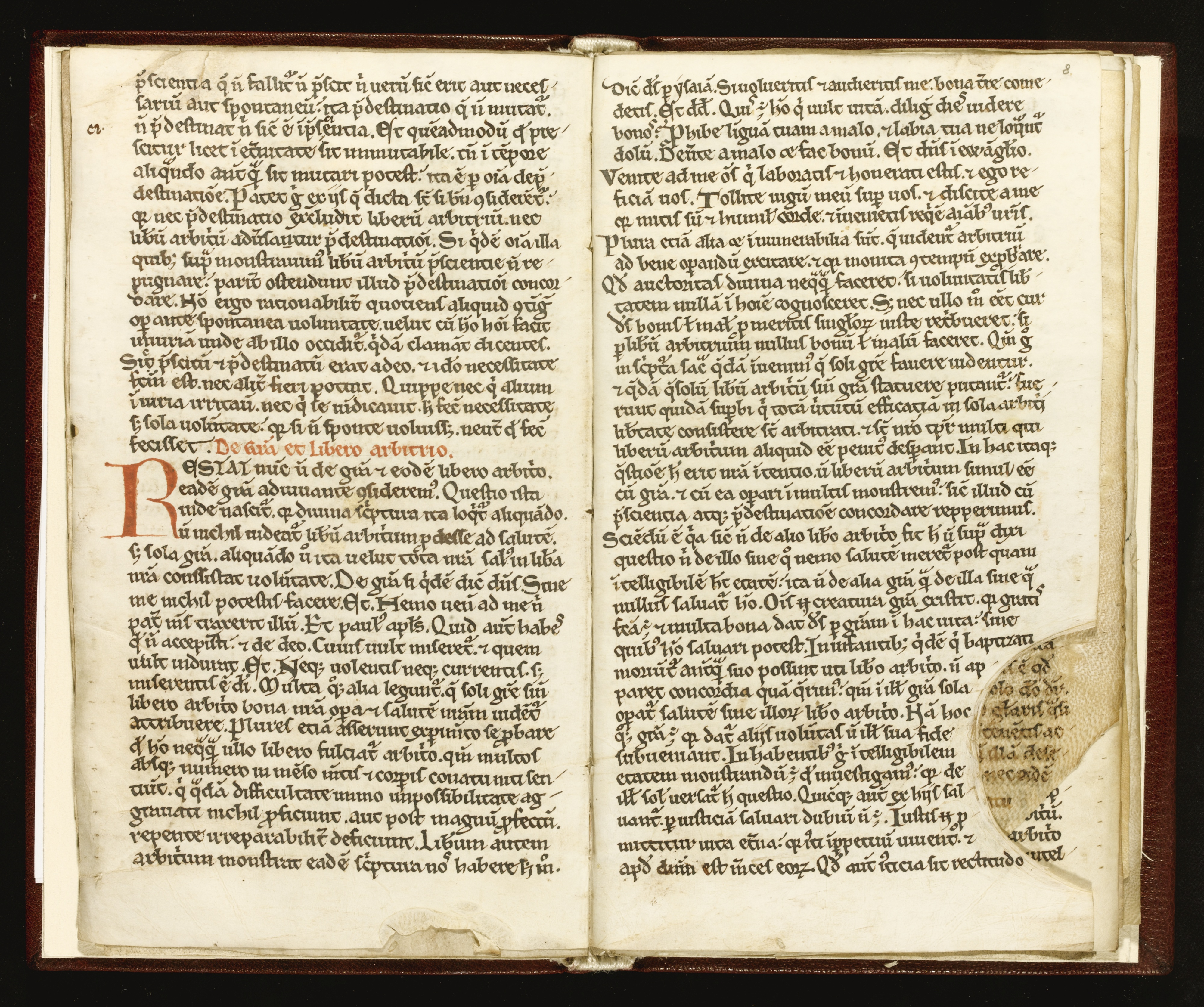
Un manoscritto del Nord della Francia del De concordia, risalente alla metà del XII secolo

Il problema dell'apparente inconciliabilità della prescienza e della predestinazione divina con la libertà umana, che risulta dal fatto che pare impossibile prevedere (e a maggior ragione predeterminare) un fatto senza far venir meno il suo carattere libero e non necessario, è risolta da Anselmo con un duplice argomento. In primo luogo, egli osserva, bisogna distinguere la necessità ontologica da quella logica, dal momento che quella ontologica ha una priorità su quella logica: se infatti qualcosa è necessario ontologicamente (come il sorgere del sole) allora lo è anche logicamente (nel momento in cui il sole sorge, sorge necessariamente); tuttavia se qualcosa è necessario logicamente (nel momento in cui avviene, avviene necessariamente) può anche non essere necessario ontologicamente (è il caso, ad esempio, di una rivolta popolare). In secondo luogo Anselmo propone una tesi già affermata da Agostino e da Boezio: la nostra concezione di predestinazione e predeterminazione è limitata alla nostra coscienza temporale delle priorità cronologiche, ma Dio si colloca in un'eternità al di fuori e al di sopra del tempo, in cui non «nulla è passato o futuro, ma tutto è simultaneamente e senza divenire»; pertanto, Dio conosce e determina gli eventi che per noi sono passati, presenti e futuri da una prospettiva sovratemporale in cui tali eventi sono tutti simultanei; stando così le cose, non c'è contraddizione tra il fatto che egli conosca o determini un evento libero in quanto libero (allo stesso modo di come vede o determina eventi necessari in quanto necessari).
Il problema di conciliare la grazia di Dio con il libero arbitrio invece sorge dalla contrapposizione di coloro che da un lato, «superbi», considerano la virtù e quindi la salvezza suscettibili di essere raggiunte dalla sola libera volontà dell'uomo; e di coloro che, dall'altro lato, attribuiscono così tanta importanza alla grazia divina nella redenzione dell'uomo da negare addirittura la sua libertà. Anselmo assume nella controversia una posizione intermedia, in cui cioè grazia e libertà vengono armonizzate: egli sostiene infatti che, come si era già visto nel De casu diaboli, per agire rettamente è necessario volere rettamente, e per volere rettamente è necessaria una retta volontà; tuttavia l'uomo non può darsi da solo tale rettitudine della volontà, poiché (mentre si può autonomamente conservare la rettitudine della volontà quando la si ha) non si può volere la rettitudine con il solo libero arbitrio quando non si ha una volontà retta; e dunque se è vero che è Dio, per grazia, a dare all'uomo questa facoltà, è vero anche che sta alla libertà dell'uomo conservarla – i due aspetti non sono quindi contraddittori, bensì complementari.
Il testo prosegue con un'analisi dei significati della parola "volontà" e delle sue interazioni con il concetto di giustizia, e si conclude con una ricapitolazione dei punti già trattati: l'autore ribadisce che la volontà, creata come ente positivo e quindi di per sé orientata a Dio e alla conservazione della sua originaria bontà, è stata corrotta dalla deviazione del volere dell'uomo per un cattivo uso della libertà; pertanto la volontà umana ha perso la rettitudine necessaria a volere rettamente, e ha bisogno che tale rettitudine sia ripristinata dalla grazia divina prima di poter ricominciare ad agire con giustizia, preservando grazie alla libertà la rettitudine della sua volontà.

### Altri scritti

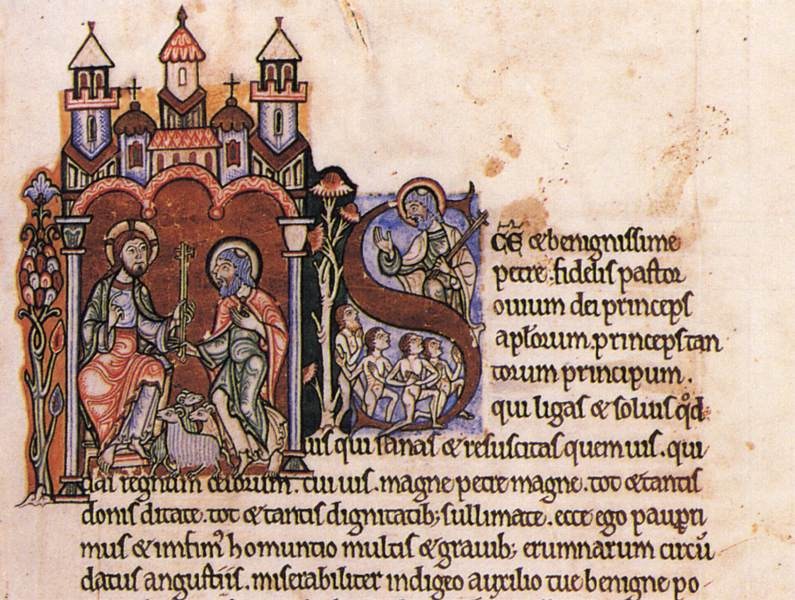
Miniatura inglese del XII secolo di un capolettera delle Orationes sive meditationes

Anselmo d'Aosta fu autore di diversi altri scritti di carattere teologico, ma pur sempre animati da uno spirito filosofico: l'Epistola de incarnatione Verbi e il successivo De processione Spiritus Sancti trattavano del problema della processione dello Spirito Santo e delle modalità della sua incarnazione; il De conceptu virginali et de peccato originali analizzava le questioni dottrinali dell'Immacolata Concezione e del peccato originale, e inoltre ripercorreva ragionamenti già portati avanti nelle opere precedenti; a ciò si aggiungono meditazioni, preghiere e opuscoli minori, oltre a una serie di frammenti provenienti da un'opera non conclusa e a un De moribus (Sui costumi [morali]) in parte spurio che tratta delle affezioni dell'anima.
Le preghiere scritte da Anselmo sono raccolte in un'opera nota come Orationes sive meditationes (Preghiere ovvero meditazioni); esse, scritte lungo tutta la vita dell'autore dal periodo di Bec all'episcopato inglese, costituiscono un ulteriore esempio dell'ideale anselmiano di comprensione della fede: benché orientate più alla contemplazione e al raccoglimento spirituale che alla vera e propria filosofia o teologia, il loro scopo è infatti quello di suscitare nel lettore quel sentimento rivolto verso la verità e la rettitudine che è necessario presupposto tanto della teoresi quanto della stessa vita buona.
Di Anselmo si è poi conservato un epistolario particolarmente significativo, che testimonia in modo efficace sia della sua personalità che della sua figura pubblica: risulta infatti chiaramente, da una parte, l'affetto, la carità, la sensibilità e la ferma pazienza che Anselmo infondeva nelle lettere ai monaci suoi amici e suoi discepoli; e dall'altra la sua determinazione nelle faticose e a volte frustranti questioni politiche legate alla sua posizione di arcivescovo.

## Influenza e critica
Il pensiero di Anselmo d'Aosta esercitò un'influenza estremamente significativa sulla storia sia della filosofia sia, soprattutto, della teologia. Come fece notare Étienne Gilson, la sua riflessione giunse a livelli di estrema profondità in tutti i campi in cui si espresse, anche se è forse vero che tali campi furono relativamente pochi: sempre Gilson sostenne infatti che al suo pensiero, estremamente raffinato dal punto di vista dialettico e dal punto di vista teologico, faceva difetto un'approfondita analisi del campo della filosofia della natura – la quale sarebbe stata necessaria per poter dire che le riflessioni di Anselmo formano un sistema filosofico o teologico veramente organico e completo.
La discussione di Anselmo di certi problemi dottrinali, come quelli della libertà e del male, ebbe la sua risonanza nella filosofia medievale, venendo ripresa ad esempio da Riccardo di San Vittore; l'attenzione di Anselmo per la dimensione logico-dialettica della filosofia e della teologia fa poi di lui, secondo alcuni critici, un precursore della filosofia scolastica del XII secolo. D'altra parte le pagine più famose della sua opera sono certamente quelle in cui, nel Proslogion, egli espone il suo argomento a priori per la dimostrazione dell'esistenza di Dio; esse, considerate un punto di riferimento di importanza capitale per la storia della filosofia occidentale, hanno generato nel corso dei secoli una notevole mole di scritti sia critici che apologetici. Gilson scrisse a proposito della rilevanza dell'argomento di Anselmo: «le sue implicazioni sono tanto ricche che il solo fatto di averle ammesse o rifiutate è sufficiente a determinare il gruppo dottrinale a cui una filosofia appartiene. [...] Ciò che è comune a tutti coloro che l'ammettono è l'identificazione dell'essere reale con l'essere intelligibile concepito col pensiero; ciò che è comune a tutti coloro che ne condannano il principio è il rifiuto di porre un problema d'esistenza separato da un dato esistente empiricamente».
Dopo Gaunilone, che fu praticamente l'unico a mostrare interesse per il cosiddetto argomento ontologico durante la vita di Anselmo, esso venne citato da Guglielmo d'Auxerre e ripreso criticamente da diversi altri pensatori nel XIII secolo, tra cui i più degni di nota sono Tommaso d'Aquino e Bonaventura da Bagnoregio: il primo contestò la validità di tale dimostrazione, il secondo la difese. Oltre a Bonaventura, altri dottori della Chiesa, tra cui Enrico di Gand e Alberto Magno, accettarono la prova anselmiana. Nel Medioevo anche Alessandro di Hales e Duns Scoto si espressero sull'argomento, entrambi condividendolo, anche se Duns Scoto sostenne che la formulazione sarebbe stata più appropriata se anziché dal concetto di "Dio" Anselmo fosse partito dal concetto di "ente".
Nel XVII secolo Cartesio riprese a sua volta l'argomento, considerandolo valido e apprezzando la sua indipendenza da considerazioni di carattere empirico, disinteressandosi però di quegli aspetti della prova anselmiana che implicavano la necessaria trascendenza di Dio come fondamento del suo argomentare. Passando tramite Cartesio, una dimostrazione simile alla prova a priori di Anselmo entrò anche nel sistema metafisico dell'Ethica di Spinoza, il quale dimostrava l'esistenza della sostanza (poi identificata con Dio stesso) sulla base del fatto che, per la definizione stessa della sostanza, la sua essenza implica l'esistenza. Leibniz sostenne la validità in sé della dimostrazione, ma contestò un'apparente leggerezza da parte di Anselmo: il filosofo tedesco riconosceva infatti che l'autore del Proslogion aveva in effetti dimostrato che, se Dio (inteso come l'essere massimamente perfetto) è possibile, allora è necessario, ma sosteneva che non avesse dimostrato che è possibile se non con argomenti a posteriori.
Nel XVIII secolo l'argomento fu oggetto di critiche da parte di Hume e soprattutto di Kant: quest'ultimo in particolare, nella Critica della ragion pura, evidenziò che l'esistenza non può essere considerata un predicato (non senza cadere nelle contraddizioni messe in evidenza dai filosofi della scuola eleatica) e che, dunque, non si può dire che l'esistenza è un predicato positivo che un Dio di cui non può essere pensato il maggiore non potrebbe non avere. Hegel, nel XIX secolo, tornò a difendere la dimostrazione di Anselmo affermando che in Dio essenza ed esistenza coincidono, e che la distinzione tra le due è tipica esclusivamente del mondo materiale. Secondo Bertrand Russell, l'argomento «è ancora alla base del sistema di Hegel e dei suoi seguaci, e riappare nel principio di Bradley: "Ciò che può essere e dev'essere, è"». La dimostrazione anselmiana piacque inoltre a Vincenzo Gioberti e Antonio Rosmini, che se ne appropriarono modificandola.
Nel XX secolo la critica si è rivolta soprattutto all'analisi del rapporto tra fede e ragione negli scritti di Anselmo e si è interrogata sulla misura in cui le singole opere dovrebbero essere considerate filosofiche o teologiche; si è inoltre discusso sul valore della logica costruita da Anselmo e sono state analizzate le implicazioni esistenziali della sua teologia, con particolare riferimento al problema del peccato e della salvezza e al concetto di "rettitudine". Il teologo Karl Barth ha avuto Anselmo tra i suoi principali punti di riferimento, ed è stato un attento studioso della sua opera. Sono altresì degne di nota le rivisitazioni della prova anselmiana, con l'intento di emendarla da aporie ed equivoci logici, operate da Charles Hartshorne e Norman Malcolm. Di diverso tenore l'analisi di John Niemeyer Findlay, che ha mosso una critica serrata, sotto il profilo linguistico, alla nozione di "Dio" come "Ente assoluto" utilizzata da Anselmo.
In occasione dell'ottavo centenario della morte di Anselmo, il 21 aprile 1909, papa Pio X promulgò l'enciclica Communium Rerum in cui ne celebrava la figura e ne promuoveva il culto. Ancora nel 1998, papa San Giovanni Paolo II nell'enciclica Fides et ratio guardava alla prova ontologica di Anselmo come a un modello di quella complementarità imprescindibile tra fede e ragione, grazie a cui «l'armonia fondamentale della conoscenza filosofica e della conoscenza di fede è ancora una volta confermata: la fede chiede che il suo oggetto venga compreso con l'aiuto della ragione; la ragione, al culmine della sua ricerca, ammette come necessario ciò che la fede presenta».

## Opere
Lista tratta da Lorenzo Pozzi, Introduzione, in Anselmo d'Aosta, Proslogion, a cura di Lorenzo Pozzi, Milano, BUR, 2012,  pp. 7-8, ISBN 978-88-17-16902-8.
- Monologion (1076)
- Proslogion (1077-1078)
- De grammatico (1080-1085)
- De veritate (1080-1085)
- De libertate arbitrii (1080-1085)
- De casu diaboli (1080-1090)
- Epistola de incarnatione Verbi (1092-1094)
- Cur Deus homo (1094-1098)
- De conceptu virginali et de peccato originali (1099-1100)
- Meditatio de humana redemptione (1099-1100)
- De processione Spiritus Sancti (1100-1102)
- Epistola de sacrificio azymi et fermentati (dopo il 1103)
- Epistola de sacramentis Ecclesiae (dopo il 1103)
- De concordia praescientiae et praedestinationis et gratiae Dei cum libero arbitrio (1107-1108)
- De potestate et impotentia, possibilitate et impossibilitate, necessitate et libertate (incompiuto)
- Orationes sive meditationes
- Epistolae

## Genealogia episcopale e successione apostolica
La genealogia episcopale è:
- Arcivescovo Robert di Jumièges
- Vescovo Guglielmo il Normanno
- Arcivescovo Lanfranco di Canterbury
- Arcivescovo Tommaso di York
- Arcivescovo Anselmo d'Aosta

La successione apostolica è:
- Vescovo Robert Bloett (1094)
- Vescovo Samuel O’Haingly, O.S.B. (1096)
- Arcivescovo Gerardo di York (1096)
- Vescovo Sampson di Worcester (1096)
- Vescovo Malchus di Waterford (1096)
- Vescovo William Giffard (1107)
- Vescovo Roger di Salisbury (1107)
- Vescovo William Warelwast (1107)
- Vescovo Reinelm di Hereford (1107)
- Vescovo Urbano di Llandaff (1107)
- Vescovo Richard de Belmeis (1108)
- Arcivescovo Ralph d'Escures (1108)

### Fonti storiche
- (LA)  Eadmero di Canterbury, Vita et conversatio Anselmi, Edimburgo, 1962. (IT) Vita di S. Anselmo, Milano, 1987.
- (LA)  Eadmero di Canterbury, Historia novorum in Anglia, Londra, 1965.
- (LA, EN) Richard William Southern e Franziskus S. Schmitt (a cura di), Memorials of St. Anselm, London, Oxford University Press, 1969.

### Opere di Anselmo
- (LA) Opera omnia, a cura di Franziskus S. Schmitt, Edimburgo, Thomas Nelson and Sons, 1946-1961. (sei volumi).
- (LA, DE) Franciscus Salesius Schmitt, Ein neues unvollendetes Werk des heilige Anselm von Canterbury, in Beiträge zur Geschichte der Philosophie und Theologie des Mittelalters, Vol. XXXIII, No. 3, Munster, Aschendorf, 1936,  pp. 22-43.

### Traduzioni italiane
- Opere filosofiche, a cura di Sofia Vanni Rovighi, Bari, Laterza, 2008.
- De potestate et impotentia, possibilitate et impossibilitate, necessitate et libertate, in Linguistica medievale, traduzione di Francesco Corvino, a cura di Francesco Corvino et al., Bari, Adriatica, 1983,  pp. 189-229.

### Introduzioni generali
- Luigi Catalani e Renato de Filippis (a cura di), Anselmo d’Aosta e il pensiero monastico medievale, Turnhout, Brepols Publishers, 2017, ISBN 978-2-503-54840-1.
- Alessandro Caretta e Luigi Samarati, Introduzione al pensiero di Anselmo d'Aosta, in Anselmo d'Aosta, Una scorciatoia all'assoluto: Proslogion, Novara, Europía, 1994, ISBN non esistente.
- Giuseppe Colombo, Invito al pensiero di Sant'Anselmo, Milano, Mursia, 1990, ISBN 88-425-0707-5.
- Étienne Gilson, La filosofia nel Medioevo, Firenze, La nuova Italia, 1973.
- Enrico Rosa, Anselmo d'Aosta, Enciclopedia Biografica Universale, Roma, Istituto dell'Enciclopedia Italiana, 2006.
- Stefano Simonetta, Anselmo d'Aosta, in Franco Trabattoni, Antonello La Vergata, Stefano Simonetta, Filosofia, cultura, cittadinanza – La filosofia antica e medievale, Firenze, La Nuova Italia, ISBN 978-88-221-6763-7.
- Sofia Vanni Rovighi, Introduzione a Anselmo d'Aosta, Roma-Bari, Laterza, 1999, ISBN 978-88-420-2828-4.

### Monografie, saggi critici e articoli
- Karl Barth, Anselmo d'Aosta. Fides quaerens intellectum, a cura di Marco Vergottini, Brescia, Morcelliana, 2001  [1931], ISBN 978-88-372-1826-3.
- (FR) Louis Girard, L'Argument ontologique chez Saint Anselme et chez Hegel, Amsterdam-Atlanta, Rodopi, 1995, ISBN 90-5183-620-1.
- Arrigo Levasti, S. Anselmo, vita e pensiero, Bari, Laterza, 1929.
- Enzo Maragliano, Anselmo d'Aosta, Milano, Ancora, 2003, ISBN 88-514-0119-5.
- Vincenzo Poletti, Anselmo d'Aosta filosofo mistico, Faenza, tipografia F.lli Lega, 1975.
- Italo Sciuto, La ragione della fede. Il Monologion e il programma filosofico di Anselmo di Aosta, Genova, 1991, ISBN 978-88-211-9568-6.
- R. W. Southern, Anselmo d'Aosta: ritratto su sfondo, Milano, Jaca Book, 1998  [1963], ISBN 978-8816404595.
- Gianmarco Bisogno, Anselmo in Italia: tra Mario Dal Pra e Sofia Vanni Rovighi, in «Dianoia. Rivista di filosofia del Dipartimento di Filosofia e Comunicazione dell'Università di Bologna», 29 (2019), pp. 181– 201.

### Bibliografie
- (EN) Klaus Kienzler, International Bibliography: Anselm of Canterbury, Lewiston, New York, Edwin Mellen Press, 1999.
- (EN) Terry L. Miethe, The Ontological Argument: A Research Bibliography, in The Modern Schoolman, n. 54, 1977,  pp. 148-166.